# شاكيرا
شاكيرا إيزابيل ميباراك ريبول (2 فبراير 1977-)؛ مغنية كولومبية من أصول لبنانية، ولدت ونشأت في بارانكيا، تلقب بملكة الموسيقى اللاتينية، وتشتهر بتعدد مواهبها الموسيقية. ظهرت لأول مرة في تسجيل من إنتاج شركة سوني للترفيه الموسيقي وكانت تبلغ من العمر 13 عامًا.
بعد الفشل التجاري لأول ألبومين لها وهما ألبوم (سحر) عام 1991 وألبوم (خطر) عام 1993 صعدت إلى الصدارة في البلدان الناطقة بالإسبانية مع ألبوماتها (حافي القدمين) عام 1995 وألبوم (أين اللصوص؟) عام 1995. أصدرت أول ألبوم لها باللغة الإنجليزية في عام 2001 بعنوان (خدمة الغسيل) الذي بيع منه أكثر من 13 مليون نسخة حول العالم، عزز هذا الألبوم شهرتها كأفضل مطربة للنمط الغنائي المسمى كروس أوفر بالإضافة إلى أغنيتين أطلقتهما شاكيرا بشكل منفرد وهما (حينما وأينما) التي حققت المركز الأول عالميًا وأغنية (خلف ملابسك).
وصفت شركة برودكاست ميوزيك (وهي أكبر منظمة لحقوق الموسيقى في الولايات المتحدة) شاكيرا بأنها رائدة الموسيقى التي أوصلت أصوات المطربين اللاتينيين للشهرة العالمية.
أصدرت شاكيرا ألبومات تضم 145 أغنية، وباعت أكثر من 95 مليون أسطوانة، مما جعلها واحدة من أفضل فناني الموسيقى مبيعًا على الإطلاق، وفقًا لتقرير مجلة بيلبورد لعام 2023، فهي الفنانة اللاتينية الأكثر مبيعًا على الإطلاق. كما يعود لها الفضل في تمهيد الطريق أمام فنانين لاتينيين آخرين للوصول إلى سوق الموسيقى العالمية.
حازت شاكيرا على العديد من الجوائز، بما في ذلك ثلاث جوائز غرامي، واثني عشر جائزة جرامي لاتينية، وخمس جوائز إم تي في للفيديو الموسيقي (بما في ذلك جائزة مايكل جاكسون للفيديو الطليعي لعام 2023)، وسبع جوائز بيلبورد للموسيقى، وتسعة وثلاثين جائزة بيلبورد للموسيقى اللاتينية، وحققت واحد وعشرون رقم قياسي في موسوعة غينيس للأرقام القياسية، ووضعت لها نجمة على ممشى المشاهير في هوليوود، كما حصلت شاكيرا على لقب أفضل فنانة لاتينية للعقد من قبل مجلة بيلبورد مرتين (عامي 2000 و2010). وتقديراً لجهودها الخيرية من خلال مؤسسة بيرفوت ومساهماتها الكبيرة في صناعة الموسيقى، حصلت شاكيرا على جائزة أفضل شخصية في أكاديمية التسجيل اللاتينية لهذا العام وجائزة فنان العام من مؤسسة هارفارد في عام 2011. كما عينت في اللجنة الاستشارية للرئيس للتميز التعليمي لذوي الأصول الأسبانية في الولايات المتحدة عام 2011، ونالت وسام الفنون والآداب برتبة فارس من الحكومة الفرنسية عام 2012. كما كرمتها مدينة بارانكيا في 27 ديسمبر 2023 بتدشين تمثال لها يبلغ ارتفاعه 6.5 متر مصنوع من البرونز والأمونيوم في أحد ساحات المدينة بحضور والديها وليام ميباراك ونيديا ريبول.

## النشأة المبكرة
وُلدت شاكيرا إيزابيل ميباراك ريبول في 2 فبراير 1977 في بارانكيا، كولومبيا. اسمها يعني "الشاكرة أو الممتنة" باللغة العربية. وهي الابنة الوحيدة لـ ويليام ميباراك شاديد ونيديا ريبول تورادو. تعود أصول أجدادها إلى إسبانيا ولبنان. إذ هاجرت جدة شاكيرا الكبرى من جهة والدها من لبنان إلى مدينة سينسيليخو في كولومبيا. وبعد استقرار العائلة في كولومبيا وُلدت جدتها التي أنجبت والد شاكيرا ويليام في مدينة نيويورك. وعندما كان في الخامسة تقريبًا، عادت عائلته إلى كولومبيا.
أما جدها من جهة والدتها (توماس إدواردو ريبول) فقد وُلد في بارانكيا، بينما وُلدت جدتها (خوسيفينا تورادو نونيز) في مدينة آبريغو. يعود أصل لقب "تورادو" – اسم عائلة جدتها من جهة الأم – إلى أصول كتالونية، وهو مشتق من أربعة إخوة هاجروا من كتالونيا إلى سواحل كولومبيا في القرن التاسع عشر. ذكرت شاكيرا أيضًا أنها تنحدر من أصول إيطالية بعيدة من خلال أحد أجدادها الذي كان يحمل لقب "بيتشوتي". وُلد والدها لعائلة لبنانية مسيحية. نشأت شاكيرا على الديانة الكاثوليكية، والتحقت بمدارس كاثوليكية. لشاكيرا ثمانية إخوة غير أشقاء من زواج والدها السابق. قضت معظم طفولتها في مدينة بارانكيا، الواقعة على الساحل الكاريبي الشمالي لكولومبيا.
كتبت شاكيرا أول قصيدة لها بعنوان "الوردة البلورية" عندما كانت في الرابعة من عمرها فقط. ومع مرور الوقت، كانت تستمتع بمشاهدة والدها وهو يكتب القصص على آلة كاتبة، وقد طلبت واحدة مثلها عندما بلغت السابعة. استمرت في كتابة القصائد، وكانت والدتها تظن أنها ستصبح كاتبة. ومع تطور اهتماماتها الموسيقية، تحوّلت قصائدها إلى كلمات أغاني. في سن الثانية، توفي شقيقها غير الشقيق في حادث دراجة نارية عندما كان في التاسعة عشرة من عمره. وبعد ست سنوات، وبينما كانت تكتب الأغاني على آلتها الكاتبة، أهدتها عمتها غيتارًا، فألفت أول أغنية لها بعنوان "نظاراتك السوداء"، والتي استوحتها من والدها، الذي كان يرتدي نظارات داكنة لإخفاء حزنه لفترة طويلة.
عاشت شاكيرا في ظروف مادية مستقرة نسبيًا حتى أفلست تجارة والدها في المجوهرات عندما كانت في الثامنة. أرسلها والداها للعيش مؤقتًا مع أقارب في لوس أنجلوس. وعند عودتها، وجدت أن السيارة والتلفاز الملوّن والأثاث قد بيعوا، فاضطرت للتكيّف مع واقع جديد. وعندما بلغت الرابعة عشرة، استطاعت أن تشتري لوالديها سيارة بفضل المال الذي حصلت عليه من إصدار ألبومها "سحر".
اصطحبها والدها عندما كانت في الرابعة من عمرها إلى مطعم محلي يقدم الطعام الشرقي، وهناك سمعت للمرة الأولى صوت آلة "الدومبك"، وهي طبل تقليدي يُستخدم في موسيقى الرقص الشرقي. صعدت على الطاولة وبدأت ترقص عفويًا، ومنذ ذلك الحين أصبحت تحب الرقص أمام الجمهور. اعتادت أن تؤدي رقصات شرقية في مدرستها الكاثوليكية صباح كل يوم جمعة، بدعم من والديها ومعلميها وزملائها، الذين كانوا يؤمنون بموهبتها الفنية ومستقبلها الواعد. وعلّق أحد زملائها قائلاً: "كانت وحدها، تغني وترقص على المسرح". ومع ذلك، في الصف الثاني، تم رفضها من كورال المدرسة لأن معلم الموسيقى قال إن الذبذبة في صوتها قوية جدًا. وذكر بعض زملائها أنها كانت "تبدو وكأنها ماعز". كما كانت تُرسل كثيرًا إلى خارج الصف بسبب فرط نشاطها. ولغرس روح التعاطف لديها، اصطحبها والدها إلى حديقة عامة لرؤية الأيتام الذين يعيشون فيها، وقالت حينها لنفسها: "يومًا ما، سأساعد هؤلاء الأطفال عندما أصبح فنانة مشهورة". وبعدما استعادت بعض الثقة بنفسها، شاركت في مسابقة مواهب نظّمتها محطة تلفزيون محلية عندما كانت في العاشرة، وفازت بالجائزة الكبرى، وهي دراجة هوائية.
بين سن العاشرة والثالثة عشرة، حضرت شاكيرا مناسبات مختلفة في بارانكيا، واكتسبت شهرة محلية من خلال الغناء والرقص في المنطقة. وهناك التقت منتجة مسرحية محلية تُدعى مونيكا أريزا، التي أعجبت بها وحاولت مساعدتها في مسيرتها الفنية. وخلال رحلة طيران من بارانكيا إلى بوغوتا، أقنعت أريزا مسؤولًا في شركة سوني ميوزك كولومبيا واسمه سيرو فارغاس بأن يجري لشاكيرا تجربة أداء في بهو أحد الفنادق فأُعجب بها فارغاس، وعند عودته إلى مكاتب الشركة، قدّم تسجيلًا لأحد مديري الأغاني والفنانين، لكنه الأخير لم يبدِ اهتمامًا كبيرًا ووصفها بأنها "حالة ميؤوس منها". مع ذلك، ظل فارغاس مؤمنًا بموهبتها، فنظّم تجربة أداء مفاجئة أمام عدد من مديري شركة سوني في بوغوتا. أدّت شاكيرا ثلاث أغانٍ وأبهرت الحاضرين مما أدى إلى توقيعها عقدًا لتسجيل ثلاثة ألبومات وهي في سن الثالثة عشرة فقط.

## المسيرة المهنية

### 1990–1994: البدايات
بدأت شاكيرا مسيرتها الغنائية بألبومها الأول "السحر" الذي سجلته مع شركة سوني للموسيقى – كولومبيا عام 1990، عندما كانت تبلغ من العمر 13 عامًا فقط. ضم الألبوم مجموعة من الأغاني التي ألّفتها منذ أن كانت في الثامنة من عمرها، إلى جانب أغانٍ أخرى من تأليف فنانين مختلفين، وجمع بين موسيقى البوب روك الهادئة والأغاني السريعة ذات الإيقاع الراقص، بمرافقة إلكترونية وبعض العزف الحي. صدر الألبوم في يونيو 1991، وضم أولى أغنياتها المنفردة "السحر"، والتي أُطلقت مع فيديو موسيقي، وكذلك أغنيتان أخريان من أصل ثلاث أغانٍ منفردة، هما "أحلام" و"الليلة سأذهب معك". ورغم النجاح النسبي للألبوم في الإذاعات الكولومبية ومنحه شاكيرا الشابة قدرًا من الشهرة، فإنه لم يحقق نجاحًا تجاريًا، حيث لم تُبع منه سوى 1200 نسخة فقط في كولومبيا.
وبسبب الأداء الضعيف للألبوم، حثّتها شركة الإنتاج على العودة إلى الاستوديو لتسجيل ألبوم ثانٍ. وفي ذلك الوقت، لم تكن شاكيرا معروفة خارج كولومبيا، لكنها دُعيت في فبراير 1993 للمشاركة في مهرجان فينيا دل مار الدولي في تشيلي، وهو مهرجان يمنح المغنين الصاعدين في أمريكا اللاتينية فرصة لعرض مواهبهم أمام لجنة تحكيم. أدّت شاكيرا في المهرجان أغنية البالاد "أنتَ"، وفازت بالمركز الثالث. وكان من بين أعضاء لجنة التحكيم الذين صوتوا لصالحها المغني ريكي مارتن، الذي كان يبلغ من العمر 20 عامًا حينها.
أطلقت شاكيرا ألبومها الاستوديو الثاني بعنوان "الخطر" في مارس 1993. وكان الألبوم أكثر تطورًا من ألبوم "السحر"، وشارك فيه عدد كبير من الموسيقيين، وامتاز بجودة صوتية أفضل. ضم الألبوم أغنية "أنت ستكون قصة حياتي" مصحوبة بفيديو كليب، ومن بين أغانيه أيضًا "الخطر" و"السحر الأسود". ومع ذلك، لم تكن شاكيرا راضية عن النتيجة النهائية، وانتقدت خصوصًا مستوى الإنتاج. ورغم أن الألبوم لاقى استحسانًا أكبر من سابقه، إلا أن رفضها الترويج له ساهم في فشله التجاري أيضًا. ومن أصل 18 أغنية وردت في ألبومي "السحر" و"الخطر"، كانت تسع منها من تأليف شاكيرا. وفي أعمالها اللاحقة، نادرًا ما كانت تشير إلى أغاني هذين الألبومين أو تؤديها. بين عامي 1993 و1994، شاركت شاكيرا في بطولة المسلسل الكولومبي "الواحة"، الذي استُلهم بشكل غير مباشر من مأساة أرميرو عام 1985.
سجلت شاكيرا أغنية "أين أنت، يا قلبي؟" – التي أُدرجت لاحقًا في ألبومها "أقدام حافية" – ضمن ألبوم تجميعي بعنوان "روكنا – المجلد الثاني"، والذي صدر في كولومبيا عام 1994. وقد حققت الأغنية نجاحًا كبيرًا على المستوى المحلي.
تقدّمت شاكيرا في دراستها على نحو يفوق عمرها الفعلي، وتخرجت من مدرسة ثانوية تابعة لأحد الأديرة عندما كانت في الخامسة عشرة من عمرها. غير أن انشغالها بالعمل في مجال الموسيقى حال دون مواصلتها التعليم الأكاديمي الرسمي. وفي مدرستها مدرسة التعليم، كان يُطلب من الطالبات زيارة المناطق الفقيرة لتعليم الأطفال غير المتمدرسين القراءة والكتابة، وهو ما شكّل أول احتكاك لها بقضايا فقر الأطفال. وفي مقابلة لها عام 2002، قالت: "جذور هذا التعليم مغروسة جيدًا في داخلي. أنا أؤمن بالله. أؤمن بالأسرار المقدسة".
وعن بدايتها المبكرة، صرحت لاحقًا: "ما كنت لأغيّر شيئًا مما فعلته... رغم أنني أشعر أنني فقدت مرحلة المراهقة. لم أتمرّد حين كنت مراهقة، وتلك مرحلة يجب أن يمر بها الإنسان. كنت مركّزة للغاية على أهدافي. كنت بالفعل ناضجة عندما كنت في الرابعة عشرة. ربما سأمر بمرحلة مراهقة متأخرة عندما أبلغ الكِبَر".

### 1995–2000: ألبوم أقدام حافية وأين اللصوص؟ والانطلاقة الكبرى
بدأ تسجيل الألبوم الاستوديو الثالث لشاكيرا، والذي يُعد أيضًا ألبومها الأول عالميًا، بعنوان «القدمين الحافيتين»، في فبراير 1995، بعد النجاح الذي حققته أغنيتها «أين أنت يا قلب؟». وقد دفع هذا النجاح شركة «سوني للموسيقى» في كولومبيا إلى تكليف شاكيرا بإنتاج ألبوم روك متكامل. كتبت شاكيرا الأغاني وسجّلتها بالتعاون مع لويس فرناندو أوتشوا، شريكها الموسيقي الأساسي في الألبومات الثلاثة التالية: «القدمين الحافيتين»، و«الإعادات»، و«أين اللصوص؟». وتُعد الألبومان «القدمين الحافيتين» و«أين اللصوص؟» من أهم ألبومات شاكيرا. أما ألبوم «الإعادات»، الذي أعيدت فيه تسجيلات «القدمين الحافيتين» بأسلوب راقص، فقد حقق شعبية كبيرة، حيث عرضت شاكيرا فيه أغانٍ وأداءً صوتيًا جديدًا، بينما أظهر أوتشوا قدراته في العزف والإنتاج الموسيقي. وقام منسقو الأغاني «دي جي ميـمي» (مارسيلو مانسور)، وبابلو فلوريز، وخافيير غارثيا بإعادة توزيع العديد من الأغاني. ومن خلال ألبوم «القدمين الحافيتين»، بدأت شاكيرا في دمج تأثيرات موسيقية من مناطق وأنماط عالمية مختلفة، وهو نهج واصلت تطويره لاحقًا.
صدر ألبوم «القدمين الحافيتين» في أكتوبر 1995، واحتل المرتبة الخامسة على قائمة «أفضل الألبومات اللاتينية» في الولايات المتحدة. أطلق الألبوم ستة أغانٍ ناجحة: «أنا هنا» التي وصلت إلى المركز الثاني، و«أين أنت يا قلب؟» إلى المركز الخامس، و«القدمين الحافيتين، أحلام بيضاء» إلى المركز الحادي عشر، و«قليل من الحب» إلى المركز السادس، و«أنتولوجيا» إلى المركز الخامس عشر، و«يُراد، فيُقتل» إلى المركز الثامن، وجميعها ضمن التصنيف الأمريكي للأغاني اللاتينية. حقق الألبوم صدارة المبيعات في ثماني دول، وحصل على شهادة الألبوم البلاتيني في الولايات المتحدة من جمعية صناعة التسجيلات الأمريكية في أغسطس 1996.
من بين الأغاني الإحدى عشرة في ألبوم «القدمين الحافيتين»، تُدرَج شاكيرا ككاتبة أولى لكل الأغاني، ولويس ف. أوتشوا كثانٍ في التأليف؛ وينطبق الأمر ذاته على الأغاني الاثنتي عشرة في ألبوم The Remixes. ويُشار في «القدمين الحافيتين» إلى أوتشوا بصفته "المنتج الموسيقي والفني".
في أكتوبر 1995، بدأت شاكيرا أول جولة غنائية عالمية لها، بعنوان «جولة القدمين الحافيتين»، والتي شملت 118 عرضًا واستمرت على مدى عامين. من أبرز عروضها المسجلة في تلك الحقبة: حفل إطلاق الألبوم في بوغوتا يوم 6 أكتوبر 1995، وحفل قاعة «أوديتوريو ناسيونال» في مدينة مكسيكو في 22 نوفمبر 1996 أمام عشرة آلاف متفرج، وحفلها في مهرجان «فيينا دل مار» الدولي في تشيلي عام 1997. تولى أوتشوا الإشراف الفني والموسيقي على الجولة، بمشاركة شاكيرا في الإنتاج. إلى جانب الغناء والرقص والتفاعل مع الجمهور — الذي تعتبره أحد أهم عناصر نجاحها — أدّت شاكيرا على المسرح بعزفها على الغيتار والهارمونيكا. وقد عكست طريقتها في الأداء الغنائي والحركي ما وُصف بـ«موقف فتاة غاضبة في موسيقى الروك»، ما نال إعجاب الجمهور. وافتتحت عروض الجولة بأغنية الروك «عُد».
في عام 1997، فازت شاكيرا بثلاث جوائز من «بيلبورد للموسيقى اللاتينية»: ألبوم العام عن «القدمين الحافيتين»، وفيديو العام عن أغنية «أنا هنا»، وأفضل فنانة جديدة. بلغت مبيعات الألبوم أكثر من خمسة ملايين نسخة. وقد تلاه إصدار ألبوم «الإعادات» الذي بيع منه أكثر من مليون نسخة. وتضمن الألبوم نسخًا باللغة البرتغالية من الأغاني «أنا هنا»، و«قليل من الحب»، و«القدمين الحافيتين، أحلام بيضاء»، استجابةً لنجاحها في السوق البرازيلية حيث تجاوزت مبيعات «القدمين الحافيتين» هناك قرابة المليون نسخة. حتى قبل أن تتقن اللغة الإنجليزية، كانت شاكيرا قد تعلمت البرتغالية وتمكنت من التواصل مع مضيفيها خلال زياراتها إلى البرازيل. وعند بلوغها سن التاسعة عشرة، كانت شاكيرا أنجح مغنية بوب-روك في أمريكا اللاتينية، وقد مُنحت لقب «سفيرة الثقافة الوطنية» من رئيس كولومبيا، وهو شرف تشاركه مع الكاتب غابرييل غارسيا ماركيز.
كان ألبومها الرابع بعنوان «أين اللصوص؟»، وقد سُجّل في استوديو ميامي التابع لغوريا وإميليو إستيفان، وشاركت شاكيرا في إنتاجه مع إميليو كمنتج منفذ. استُلهم اسم الألبوم من حادثة وقعت في أحد المطارات عندما سُرقت حقيبة كانت تحتوي على كلمات الأغاني التي كتبتها. وحقق الألبوم نجاحًا أكبر من سابقه، إذ بلغ المركز 131 على قائمة «بيلبورد 200» الأمريكية، وتصدّر قائمة الألبومات اللاتينية في الولايات المتحدة لمدة 11 أسبوعًا. بيعت منه أكثر من 7 ملايين نسخة حول العالم، منها 1.5 مليون نسخة في الولايات المتحدة، ما جعله أحد أكثر الألبومات الإسبانية مبيعًا في أمريكا. ومن بين الأغاني التي أُطلقت من الألبوم: «عمياء، صماء، بكماء»، و«ذباب في البيت»، و«لا أعتقد»، و«لا مفر»، و«أنتَ»، و«إن ذهبتَ»، و«اليوم الثامن»، و«عيون كهذه». وقد تصدّرت أغنيتا «عمياء، صماء، بكماء» و«أنتَ» قائمة الأغاني اللاتينية الأمريكية، بينما أصبحت «عيون كهذه» — التي احتوت على لمسات عربية وفيديو مميز — من أنجح الأغاني عالميًا، ودمجت عناصر من البوب العربي. تولت شاكيرا تأليف الأغاني الأحد عشر جميعها، خمس منها بمشاركة أوتشوا كمؤلف موسيقي، باستثناء «ذباب في البيت» و«عد»، فقد كتبت كلماتها وألحانها بمفردها.
في عام 1999، تلقّت شاكيرا ترشيحًا لجائزة غرامي لأفضل ألبوم لاتيني لموسيقى الروك أو الموسيقى البديلة. وقد سُجّل أول ألبوم حيّ لها، MTV بلا فواصل موسيقية (MTV Unplugged)، في مدينة نيويورك بوصفه أول بث باللغة الإسبانية ضمن هذه السلسلة في 12 أغسطس 1999، وصدر في أوائل عام 2000. تصدّر الألبوم كذلك قوائم الموسيقى اللاتينية وإحصاءات المبيعات. وقد نال إشادة كبيرة من النقّاد الأمريكيين، ويُعدّ من أفضل عروضها الحيّة على الإطلاق. تجدر الإشارة أيضًا إلى وجود قرص فيديو رقمي من إنتاج سوني بيكتشرز بعنوان شاكيرا – جولة الأقدام الحافية، يصوّر حفلتها في مهرجان فيينيا ديل مار عام 1997، ويُعدّ بدوره من أبرز محطّات مسيرتها.
في مارس 2000، بدأت شاكيرا جولتها «البرمائية»، والتي استمرت شهرين وشملت أمريكا اللاتينية والولايات المتحدة. وفي أغسطس من العام نفسه، فازت بجائزة «إم تي في» لأفضل فنانة عالمية مفضلة عن أغنية «عيون كهذه». وفي سبتمبر، أدّت الأغنية نفسها في حفل افتتاح جوائز «غرامي اللاتينية»، حيث رُشحت لخمس فئات: ألبوم العام، وأفضل ألبوم بوب عن «غير موصول – إم تي في»، وأفضل أداء روك نسائي عن «اليوم الثامن»، وأفضل أداء بوب نسائي عن «عيون كهذه»، وأفضل فيديو موسيقي قصير عن الأغنية نفسها. كان «غير موصول – إم تي في» أول ألبوم ضمن سلسلة ألبومات حصدت بها شاكيرا جوائز «غرامي».
كان ألبوم أين اللصوص؟ تجسيدًا فعّالًا لشخصية شاكيرا القوية وتحليلها الذاتي، مما عزّز شعبيتها الهائلة بين معجباتها من النساء. وقد ظهرت فيه كـ"إلهة مسرحية" تغنّي عن انكسارات القلب وتلمّح إلى الفساد الحكومي عبر كلمات حميمة ووجدانية، لتصبح "قائدة متمرّدة لنساء الروك" في أمريكا اللاتينية وبين أبناء الجاليات اللاتينية حول العالم. أظهرت الألبومان الاستوديويان قابلية هوية شاكيرا الفنية للتحوّل، وبعد أدائها في برنامج MTV بلا فواصل موسيقية، حيث "بلغت ذروة الموسيقى اللاتينية" واستولت عليها بوصفها "نجمة حقيقية"، كانت مستعدة للانتقال إلى مرحلة جديدة. ولتُثبت مكانتها كظاهرة عالمية، كان لا بد لها من التسجيل باللغة الإنجليزية.

### 2001–2004: خدمة الغسيل والانتقال إلى الإنجليزية
عقب النجاح الكبير لألبومي أين اللصوص؟ وإم تي في بدون عزف كهربائي، بدأت شاكيرا العمل على ألبوم باللغة الإنجليزية يستهدف السوق الأمريكي. لاحظ مدير أعمالها، إميليو إستيفان، مبكرًا الإمكانيات غير المسبوقة لديها — مقارنة بفناني أمريكا اللاتينية الآخرين — لاختراق السوق الموسيقي الأمريكي الضخم، بفضل "ألحانها البوب-روك الجذابة عالميًا، وكلماتها العميقة، وعزيمتها الثابتة، وجاذبيتها الطبيعية". وساعدتها غلوريا إستيفان في تحسين مهاراتها في اللغة الإنجليزية. ومع تزايد مبيعات الموسيقى اللاتينية في الولايات المتحدة بمعدل يفوق الضعف مقارنة بنمو السوق ككل، وصف تومي موتولا، رئيس شركة "سوني ميوزيك"، شاكيرا بأنها "فنانة عبقرية بكل معنى الكلمة"، وتنبأ بأن تصبح الموسيقى اللاتينية خزان المواهب العالمي في المستقبل.
عملت شاكيرا لأكثر من عام على إعداد مواد جديدة للألبوم. أُطلقت أغنية متى وأينما، والتي صدرت أيضًا بنسختها الإسبانية تحت عنوان حظ، في نهاية أغسطس 2001 كأول وأبرز أغنية منفردة من ألبومها الأول الموجَّه للناطقين بالإنجليزية، والذي كان أيضًا ألبومها الخامس في مسيرتها. تأثرت الأغنية بشدة بالموسيقى الأنديزية، حيث تضمنت آلات موسيقية مثل التشارانغو والمزمار البانبي. وحققت الأغنية نجاحًا دوليًا واسعًا، إذ تصدرت قوائم الأغاني في معظم الدول، ووصلت في الولايات المتحدة إلى المركز السادس على لائحة بيلبورد هوت 100.
صدر ألبوم شاكيرا الجديد بعنوان خدمة الغسيل في البلدان الناطقة بالإنجليزية، وبعنوان خدمة الغسيل في أمريكا اللاتينية وإسبانيا، بتاريخ 13 نوفمبر 2001. تضمن الألبوم نفس الأغاني مع اختلاف ترتيبها، وغنت شاكيرا تسع أغنيات من أصل ثلاث عشرة باللغة الإنجليزية. وظهر الألبوم لأول مرة في المركز الثالث على لائحة بيلبورد 200، وبيعت منه أكثر من 200,000 نسخة خلال الأسبوع الأول. وحصل لاحقًا على شهادة الأسطوانة الثلاثية البلاتينية. وبشكل عام، أثبت الألبوم حضور شاكيرا الموسيقي في السوق الأمريكية السائدة. ومن الأغاني الأخرى التي صدرت منه كأغانٍ منفردة: خلف ملابسك، واعتراض (تانغو)، والواحد، وأتركك مدريد، وأن تبقى لي أنت، وقصيدة إلى حصان. ويُعد هذا الألبوم أنجح ألبومات شاكيرا تجاريًا، وكان أبرز عناصر قوته هو أغنية متى وأينما / حظ.
استثمر تومي موتولا، وفريدي ديمان، وغيرهم من كبار مسؤولي صناعة الموسيقى في ما أسموه "فتح السوق الأمريكية أمام شاكيرا". وعلّقت ليلى كوبو، مديرة مكتب مجلة بيلبورد للغات اللاتينية، على الألبوم قائلة: "كانت شاكيرا فنانة أجنبية تمامًا" (على عكس النجوم اللاتينيين المولودين في أمريكا)، لكنها توقعت أن يحقق الألبوم نجاحًا كبيرًا نظرًا "للحملة التسويقية الهائلة ورصد ميزانية ضخمة للألبوم ولإنتاج الفيديو. لقد كان مشروعًا ذا أولوية بالنسبة لشركة الإنتاج". وكتبت شاكيرا أو شاركت في كتابة جميع أغاني الألبوم، كما أنتجته بنفسها.
الألبوم الذي تميز بتأثيرات موسيقى الروك والرقص الإسباني، وُجِّه للسوق الإنجليزية، وحقق نجاحًا نقديًا متوسطًا. واعتبر بعض النقاد أن مهارات شاكيرا اللغوية لم تكن كافية لكتابة أغانٍ باللغة الإنجليزية. مجلة رولينغ ستون، على سبيل المثال، كتبت أن "شاكيرا تبدو سخيفة تمامًا" حين تغني بالإنجليزية، وأن "سحر شاكيرا يضيع في الترجمة". وذهبت إليزابيث مينديز بيري، في مجلة فايب، إلى القول إن "ألبوماتها بالإسبانية كانت تتلألأ بلعب لغوي أنيق، أما هذا الألبوم فمليء بالكليشيهات موسيقيًا وكلاميًا. [...] بالنسبة لمحبي الموسيقى اللاتينية من الناطقين بالإنجليزية، من الأفضل أن تبقى كلمات شاكيرا للخيال". غير أن ناقدًا في صحيفة الغارديان رأى أنه ينبغي على النقاد التحلي بسعة الأفق تجاه الحساسيات اللغوية الإسبانية، وأضاف: "ريبول (اسم عائلة شاكيرا) لا تعاني مع تعقيدات اللغة الإنجليزية، بل تعبّر عن نفسها بطريقة فريدة وغامضة. وهذا أمر جيد لها". وقد أصبح خدمة الغسيل الألبوم الأعلى مبيعًا لعام 2002، مع تجاوز مبيعاته 15 مليون نسخة حول العالم، وهو الألبوم الأنجح في مسيرة شاكيرا. ووصفتها الصحافة حينها بأنها "أكبر فنانة لاتينية تخترق السوق العالمية". وكتب الصحفي جوشوا كلاين في صحيفة شيكاغو تريبيون، بعد حفلها في مركز "يونايتد سنتر" في يناير 2003، أن صعود شاكيرا "كان متعدد الأطراف، ومتعدد الثقافات، وتعاونيا بكل ما تحمله الكلمة من معنى". وأضاف أن شاكيرا "صبغت شعرها الداكن بالأشقر"، و"استعانت بزوج غلوريا إستيفان لإنجاح انتقالها"، وأنتجت موسيقى "متوسطة الطابع بشكل مقصود"، مشيرًا إلى أن أدائها ركز أكثر على الجانب المسرحي منه على الإبداع الفني، لكنها في المقابل "خصصت جزءًا كبيرًا من عرضها للأغاني الإسبانية"، و"تناولت مواضيع سياسية باختصار"، و"روّجت لصورتها كرمز لتمكين النساء".
تسلّم فريدي ديمان إدارة أعمال شاكيرا من إميليو إستيفان عام 2000، ونجح في التفاوض لها على صفقة ترويجية عالمية بقيمة ملايين الدولارات مع شركة "بيبسي". وقد أصدرت شاكيرا أربع أغنيات لحملة "بيبسي": اطلب المزيد، اطلب المزيد، اطرق بابي، واطلب مني الشمس. وفي عام 2002، صدر ألبوم خدمة الغسيل: مغسولة ومجففة بنسخة تضم قرصًا مضغوطًا وقرص فيديو رقمي، وتضمن نسخًا معدّلة لبعض أغاني الألبوم الأصلي.
في عام 2002، شاركت شاكيرا في حفل أيقونة إم تي في: إيروسميث وأدت أغنية الرجل يبدو كامرأة. كما شاركت في حفل فيفا ديفاز: مباشر من لاس فيغاس إلى جانب شير، ويتني هيوستن، سيلين ديون، ماري جاي بليج، أنستيشا، وفرقة ديكسي شيكس. وفي أغسطس من العام ذاته، قدمت أغنية اعتراض (تانغو) في حفل توزيع جوائز إم تي في للأغاني المصورة لعام 2002، وفازت بجائزة "اختيار المشاهدين الدوليين" عن أغنية حظ / متى وأينما. كما حصلت على جائزة غرامي اللاتينية عن فئة أفضل فيديو موسيقي قصير عن النسخة الإسبانية من الفيديو. وفي أكتوبر، فازت بخمس جوائز من جوائز إم تي في لأمريكا اللاتينية، منها أفضل فنانة، وأفضل فنان بوب، وأفضل فنان في منطقة الشمال، وفيديو العام عن حظ، وفنان العام. وفي نوفمبر 2002، انطلقت في جولتها العالمية جولة النمس، والتي تضمنت 61 عرضًا حتى مايو 2003، وشملت أمريكا الشمالية والجنوبية وأوروبا وآسيا. وفي العام نفسه، أصدرت شركتها "سوني ميوزيك إنترتينمنت" ألبومها التجميعي بالإسبانية النجاحات الكبرى. كما صدر في عام 2004 ألبوم حي على قرص مدمج وقرص فيديو بعنوان مباشر وخارج التسجيل، وبيعت منه ثلاثة ملايين نسخة حول العالم، وكان توثيقًا لجولة النمس.
وعندما سُئلت شاكيرا عام 2002 إن كانت ستكون "مادونا الألفية الجديدة"، أجابت: "لكي أكون بحجم مادونا، الأمر يتطلب الكثير. [...] لا أظن أنني سأقفز على المسرح عندما أبلغ الأربعين. [...] قد أكون مرهقة لدرجة أنني سأكتفي بامتلاك مزرعة وزراعة البصل والطماطم".
بعد قرارها بالانتقال إلى الساحة العالمية، واجهت شاكيرا تحديات فنية واجتماعية، واضطرت إلى تقديم تنازلات والتأقلم مع وضعها الجديد. فبينما كانت "أكبر نجمة روك في أمريكا اللاتينية، ومعبودة جماهيرية" هناك، شعرت في الولايات المتحدة بأنها "تحت المجهر"، متراجعة من منزلة الإلهة إلى مجرد نجمة بوب طامحة. وقالت للصحفي إيفان رايت في 2002: "في بلدان مثل المكسيك، حيث أتمتع بمكانتي كفنانة، أملك رفاهية الفشل وارتكاب الأخطاء. أما هنا [...] فلا أظن أن هذا متاح لي". وأخبرته أيضًا أنها تنوي إنجاب صبيين في المستقبل.

### التبديل بين اللغات
كانت الخطة الأولى هي ترجمة كلمات ألبوم أين اللصوص؟ إلى الإنجليزية بمساعدة غلوريا إستيفان، لكن مع مرور الوقت وتطور قدرات شاكيرا اللغوية، قررت إنشاء ألبوم جديد كليًا من الصفر. وعملت عليه في عزلة بين مزرعتها في الأوروغواي ومنزل استأجرته في جزر الباهاما.
وبعد اختيارها لأسلوب "الاندماج الموسيقي"، قالت لصحيفة إل تييمبو الكولومبية عام 2001: "الاندماج يتيح لي فرصة إزالة أي تصنيف يريد الناس إلصاقه بي. إنه يمنحني الحرية... لا أريد أن أُقيَّد بأسلوب معين وأصبح سجينة ما صنعته بيدي".
أثار هذا التحول في ألبوم خدمة الغسيل انقسامًا بين جمهورها. فبينما أراد البعض أن تبقى الفنانة المستقلة والغارقة في التأمل التي أحبوها، طالبها آخرون بأن تتماشى مع معايير صناعة الموسيقى العالمية. وتحوّل الجدل إلى "نقاش عنصري عميق" بشأن أصالة الفنانة. وظهرت التوترات بين جماهيرها من ذوي الخلفيات اللاتينية والأمريكية اللاتينية والأنغلوفونية. واعتبر المنتقدون أن تحولها إلى الغناء بالإنجليزية وتغيير لون شعرها إلى الأشقر وتبنّي مظهر جديد، ما هو إلا "تخلٍ عن جوهرها" وتحول إلى نسخة أكثر "بياضًا وإثارة"، لإرضاء الجمهور الأنغلوفوني. وكتب أحد المعجبين: "عليها أن تصبغ شعرها أشقرًا وتكشف جسدها [...] لتنجح في أمريكا".
لكن شاكيرا أكدت أن تغيير لون شعرها كان بدافع شخصي بحت، وقالت ردًا على اتهامات التنازل عن هويتها اللاتينية: "أنا واثقة جدًا من هويتي ومن ما أمثله لشعبي. أعلم أن جذوري مغروسة بعمق في أمريكا اللاتينية. وأنا فخورة بكوني كولومبية ولاتينية، وأقول ذلك صراحة للعالم كلما أتيحت لي الفرصة". ووصفت رد جمهورها على الألبوم الجديد بأنه "رائع".
وكغيرها من الشابات الأجنبيات في صناعة الموسيقى الأمريكية، "واجهت شاكيرا تمييزًا جنسيًا وتصورات استشراقية متكررة". ويرى البعض أنها "استغلت هذه الصور النمطية عن المرأة اللاتينية لتحقيق شهرة أكبر". وتقول الكاتبة إيزابيليا هيريرا إن "بياض بشرة شاكيرا وشعرها الأشقر ساهما في دخولها القوي إلى سوق الأغاني بالإنجليزية، ما أتاح لها اللعب على هذه الصور النمطية وتجاوزها، خاصة من خلال الحركات والرقص، مما عزز مكانتها بين نجمات البوب".
أما فيما يتعلق بالسردية السياسية حول نجاح الفنانين اللاتينيين في السوق الأمريكية ("التبادل الثقافي العابر للحدود")، تقول هيريرا إنها "يُنظر إليها على أنها ترياق ضد الاضطهاد السياسي والاجتماعي"، لكنها تضيف: "علينا إعادة التفكير في جدوى سردية الانتقال — لمن صُممت؟ ومن تحرّر، إن كان هناك تحرر أصلاً؟".
وفي مراجعتها لألبوم النساء لم يعدن يبكين عام 2024، كتبت الكاتبة بوتينة شكران: "لكل حقبة من مسيرة شاكيرا جمهورها — بعضهم يطالبها بالتماهي مع قوالب البوب الأنغلوفونية، وآخرون يحنون إلى ماضيها الروكّي. فمنذ بدايتها، كانت شاكيرا مادة لنقاش دائم حول الصور النمطية اللاتينية ومعنى الأصالة الثقافية".

### 2005–2007: التثبيت الشفهي الجزء الأول والثاني
في إطار تحضيراتها لأعمالها المقبلة، كتبت شاكيرا ستين أغنية باللغتين الإسبانية والإنجليزية. ومن بين هذه الأغاني اختارت عشرين لتُدرج في ألبومين منفصلين بحسب اللغة. وقد بدأت أولًا بجذب جمهورها الواسع الناطق بالإنجليزية نحو الجانب الآخر، أي الأغاني الإسبانية.
صدر أول عمل منفرد من ألبومها السادس بالإسبانية بعنوان «الألم»، في أبريل 2005، وقد شاركها فيه المغني الإسباني أليخاندرو سانز، وشارك في تأليف موسيقاه لويس فرناندو أوتشوا. وحققت الأغنية رقمًا قياسيًا ببقائها 25 أسبوعًا متواصلاً على قائمة بيلبورد هوت لاتين تراكز. كما بلغت المركز 23 على قائمة هوت 100، واحتلت المرتبة الأولى في إسبانيا، وسجلت نجاحًا واسعًا على مستوى العالم. وكانت شاكيرا وأليخاندرو سانز، إلى جانب دادي يانكي، أول فنانين يؤدون أغاني بالإسبانية في حفل توزيع جوائز إم تي في للموسيقى المصورة وذلك خلال نسخة عام 2005 التي أقيمت في ميامي.
طُرح ألبوم فيخاسيون أورال، المجلد الأول في يونيو 2005، ولقي ترحيبًا واسعًا في أمريكا الشمالية والجنوبية وأوروبا. وقد دخل الألبوم مباشرة في المرتبة الرابعة على قائمة بيلبورد 200، وحقق مبيعات بلغت 157 ألف نسخة في أسبوعه الأول، ما جعله الألبوم الإسباني الأعلى افتتاحًا في تاريخ الولايات المتحدة حتى ذلك الحين. وحقق لاحقًا مبيعات تجاوزت مليوني نسخة في السوق الأميركية، ونال شهادة بلاتينية 11 مرة عن الفئة اللاتينية من جمعية صناعة التسجيلات الأمريكية. وفي أمريكا اللاتينية، حصل الألبوم على شهادات مبيعات بعد يوم واحد فقط من إصداره؛ فحصل على شهادة بلاتينية في فنزويلا، وثلاثية بلاتينية في كولومبيا، ونفدت نسخه في المكسيك خلال يوم واحد بسبب الإقبال الكبير. كما تصدّر قوائم الألبومات في إسبانيا وإيطاليا واليونان وألمانيا، وحقق تقييمات عالية في دول أخرى. وقد صدرت من الألبوم أربع أغانٍ منفردة أخرى: «لا»، و«يوم من يناير»، و«الجدار»، و«ذوات الحدس». وقد بيعت من الألبوم أكثر من خمسة ملايين نسخة حول العالم. وفي 8 فبراير 2006، فازت شاكيرا بجائزة غرامي الثانية في مسيرتها، وذلك عن فئة أفضل ألبوم لاتيني روك بديل عن فيخاسيون أورال، المجلد الأول. وفي نوفمبر 2006، حصدت أربع جوائز غرامي لاتينية عن الفئات التالية: تسجيل العام، وأغنية العام عن لا تورتيورا، وألبوم العام، وأفضل ألبوم بوب صوتي عن فيخاسيون أورال، المجلد الأول.
أما ألبوم شاكيرا السابع والثاني باللغة الإنجليزية، أورال فيكاسيون، المجلد الثاني، فقد صدر في نوفمبر 2005. ودخل الألبوم مباشرة في المرتبة الخامسة على قائمة بيلبورد 200، محققًا مبيعات بلغت 128 ألف نسخة في أسبوعه الأول، ووصلت مبيعاته لاحقًا إلى 1.8 مليون نسخة في الولايات المتحدة، وأكثر من 8 ملايين نسخة حول العالم.
أما الأغنية المنفردة الأولى من الألبوم، «لا تهتمي»، فلم تتمكن من دخول قائمة أفضل 40 أغنية على قائمة هوت 100 الأمريكية، لكنها وصلت إلى المراتب العشرين الأولى في معظم دول العالم. وفي فبراير 2006، صدرت الأغنية الثانية من الألبوم، «الوركان لا يكذبان»، بالتعاون مع وايكليف جين، وأصبحت أول أغنية لشاكيرا تتصدر قائمة بيلبورد هوت 100. وقد تحولت الأغنية إلى ظاهرة عالمية، وبلغت المرتبة الأولى في أكثر من 55 دولة، وأصبحت الأغنية الأكثر مبيعًا عالميًا في القرن الحادي والعشرين. كما قدمت شاكيرا ووايكليف نسخة خاصة من الأغنية بعنوان «الوركان لا يكذبان – بامبو»، وغنياها في الحفل الختامي لكأس العالم لكرة القدم 2006. وفي نوفمبر 2006، أصدرت الأغنية الثالثة والأخيرة من الألبوم بعنوان «غير قانوني»، بمشاركة كارلوس سانتانا.
انطلقت شاكيرا في جولة أورال فيكاسيون تور، والتي شملت 120 عرضًا ما بين يونيو 2006 وديسمبر 2007، وشملت خمس قارات. وفي فبراير 2007، شاركت لأول مرة في حفل توزيع جوائز غرامي التاسع والأربعين، وترشحت لجائزة أفضل تعاون بوب صوتي عن أغنية «الوركان لا يكذبان» مع وايكليف جين. وفي نوفمبر 2007، أصدرت ألبومها الحي الثالث بعنوان أورال فيكاسيون تور. وفي عام 2006، حصلت على جائزة سبيريت أوف هوب تكريمًا لجهودها الخيرية من خلال مؤسسة بيز ديسكالزوس.
في أواخر عام 2006، شاركت شاكيرا أليخاندرو سانز في أداء أغنية «أشكرك، ولكن لا»، والتي ضُمِّنت في ألبومه إل ترين دي لوس مومنتوس، وحققت الأغنية مراكز متقدمة في أمريكا اللاتينية وتصدرت قائمة هوت لاتين تراكز. كما تعاونت مع ميغيل بوسيه في دويتو «إن لم تعد»، والذي صدر ضمن ألبومه بابيتو. وفي مطلع 2007، تعاونت مع المغنية الأمريكية بيونسيه في أغنية «الكاذبة الجميلة»، والتي صدرت كأغنية ثانية من النسخة الفاخرة لألبوم بيونسيه بي داي. وفي أبريل 2007، قفزت الأغنية 91 مركزًا على قائمة بيلبورد هوت 100، من المرتبة 94 إلى المرتبة الثالثة، محققة أكبر قفزة في تاريخ القائمة حينها. كما احتلت المركز الأول في قائمة الأغاني البريطانية الرسمية، وترشحت الأغنية لجائزة غرامي عن أفضل تعاون بوب صوتي. واعتُبرت هذه الأغنية أول تعاون نسائي بالكامل في مسيرة شاكيرا. كما شاركت أيضًا في أغنية «الغناء» مع المغنية آني لينوكس، إلى جانب 23 مغنية أخرى، ضمن ألبوم أغاني الدمار الجماعي. وفي نهاية عام 2007، عادت شاكيرا للتعاون مع وايكليف جين من خلال أغنيتهما الثانية المشتركة «الملك والملكة»، والتي صدرت ضمن ألبوم كرنفال المجلد الثاني: مذكرات مهاجر.
كتبت شاكيرا كلمات، وشاركت في تأليف موسيقى، أغنيتين جديدتين لفيلم «الحب في زمن الكوليرا»، المقتبس عن رواية الكاتب الكولومبي الحائز على نوبل، غابرييل غارثيا ماركيث، والذي طلب منها شخصيًا تأليف الأغاني. وقد ضمت الموسيقى التصويرية للفيلم نسخة من أغنية «أفكر فيك» من ألبومها بيز ديسكالزوس، بالإضافة إلى «ثمة حب» و«وداع». وقد ترشحت أغنية «وداع» لجائزة أفضل أغنية أصلية في الدورة الخامسة والستين لجوائز الغولدن غلوب.

### 2008–2009: الذئبة
في مطلع عام 2008، صنّفت مجلة فوربس شاكيرا في المرتبة الرابعة بين أعلى الفنانات دخلًا في صناعة الموسيقى. وفي يوليو من العام نفسه، وقّعت شاكيرا عقدًا بقيمة 312 مليون دولار مع شركة لايف نيشن إنترتينمنت، وهي تكتل عالمي مختص بالجولات الفنية، ويمتد العقد لمدة عشر سنوات. ووفقًا لما صرحت به شاكيرا، فإن العقد يشمل الجولات الغنائية، والتسجيلات، والرعاية التجارية، والسلع الترويجية على مستوى العالم. وكانت لا تزال مرتبطة بعقد مع شركة إيبيك ريكوردز، يتضمّن إصدار ثلاثة ألبومات أخرى: واحد باللغة الإنجليزية، وآخر بالإسبانية، بالإضافة إلى ألبوم تجميعي؛ لكن حقوق الجولات والأنشطة الأخرى المنصوص عليها في عقد لايف نيشن كانت ستدخل حيّز التنفيذ مباشرة.
في 17 مايو 2008، أحيت شاكيرا حفلاً خيريًا ضمن مبادرة مؤسسة ALAS في بوينس آيرس، أمام جمهور تجاوز عدده 150 ألف شخص. وقد دُعيت للمشاركة من قبل أليخاندرو سانز، وشاركت في تقديم أغنيته "ليست هي ذاتها". كما أدّت شاكيرا مع مرسيدس سوسا وبيدرو أثنار نسخة غنائية من أغنية "المطرقة" للمغني الكوبي سيلفيو رودريغيز. وفي 18 يناير 2009، شاركت شاكيرا في احتفالية "نحن واحد" التي أُقيمت عند نصب لنكولن التذكاري في العاصمة واشنطن، احتفالًا بتنصيب الرئيس الأمريكي باراك أوباما، وقد أدّت أغنية "الأرض الأعلى" إلى جانب ستيفي وندر وأشر. وفي يونيو 2009، ظهرت النسخة المسجلة في الاستوديو لأغنية "المطرقة" بصوت مرسيدس سوسا وبمشاركة شاكيرا في ألبوم سوسا "مغنية، رحلة حميمة".
وفي يوليو 2009، أصدرت شاكيرا أغنية "أنثى الذئب" كأغنية رئيسية لألبوم جديد يحمل الاسم نفسه. وحققت الأغنية نجاحًا تجاريًا، وحصلت على شهادات مبيعات في 17 دولة. وفي أكتوبر من العام ذاته، أصدرت ألبومها الثامن والثالث باللغة الإنجليزية (في الغالب)، "أنثى الذئب". وقد تلقّى الألبوم مراجعات إيجابية عمومًا من النقاد. فوصفه مايك دايفر في مراجعة لهيئة الإذاعة البريطانية بأنه "ربما أكثر ألبومات البوب تنوعًا ومتعة لعام 2009"، لكنه أشار أيضًا إلى "شعور أكبر بالشغف في الأغاني التي تُؤدى بلغتها الأم". وأضاف أن شاكيرا، بعيدًا عن النجاحات الضاربة، "كثيرًا ما استكشفت مناطق بوب غريبة ومدهشة، تستخرج مصادر إلهام غريبة كليًا عن قريناتها". وقد أُدرج الألبوم في قوائم موقع AllMusic لأفضل ألبومات العام، وأفضل الألبومات اللاتينية، وأفضل ألبومات البوب.
وقد بلغ الألبوم المرتبة الأولى في كلٍّ من الأرجنتين، وإيرلندا، وإيطاليا، والمكسيك، وسويسرا، واحتلّ مراكز ضمن الخمسة الأوائل في إسبانيا وألمانيا والمملكة المتحدة. كما دخل مباشرة في المركز الخامس عشر على قائمة بيلبورد 200. وقد حصل على شهادة بلاتينية مزدوجة في كولومبيا والمكسيك، وشهادة بلاتينية في إيطاليا وإسبانيا، وشهادة ذهبية في عدد من البلدان، من بينها فرنسا والمملكة المتحدة. وعلى الرغم من النجاح النقدي، بلغت مبيعات الألبوم مليوني نسخة فقط حول العالم، مما جعله من أقل ألبومات شاكيرا نجاحًا تجاريًا حتى ذلك الحين.
وقد صدر من الألبوم أربع أغانٍ منفردة: "أنثى الذئب"، و"فعلتها مجددًا"، و"أعطني نفسك"، و"غجرية". كما صدرت أغنية "الأشياء الجيدة" كأغنية ترويجية وحيدة للألبوم.

### 2010–2015: "واكا واكا"، أشرقت الشمس وشاكيرا
في عام 2010، تعاونت شاكيرا مع فرقة "فريشلي غراوند" الجنوب أفريقية المتخصصة في مزيج الموسيقى الإفريقية، لإنتاج الأغنية الرسمية لكأس العالم لكرة القدم 2010 في جنوب أفريقيا. استندت أغنية "واكا واكا هذه المرة من أجل أفريقيا" إلى أغنية فولكلورية كاميرونية تُعرف باسم "زانغالِوا". وكانت النسخة الأصلية بأداء فرقة "ساوندز الذهبية" من الكاميرون، بكلمات بلغات متعددة من بينها لغة الفانغ. وتعود أصول الأغنية إلى هتاف عسكري تقليدي كان يُستخدم بين الجنود الكاميرونيين. صدرت نسخة شاكيرا من الأغنية في 7 مايو 2010، وقدّمتها في حفلي افتتاح وختام كأس العالم. ووفقًا لتصريحاتها، فإن كأس العالم لكرة القدم "يمثّل حدثًا ذا قدرة على التوحيد والدمج، وهذا ما تتحدث عنه هذه الأغنية".
حققت أغنية "واكا واكا" المراتب العشرين الأولى في بلدان من أوروبا وأمريكا الجنوبية وأفريقيا، كما دخلت ضمن الأربعين الأوائل في الولايات المتحدة. وباعت الأغنية أكثر من أربعة ملايين نسخة حول العالم، لتصبح أنجح أغنية في تاريخ كأس العالم من حيث المبيعات.
وبسبب مشاركتها في الحملات المرتبطة بكأس العالم وأعمالها الخيرية الأخرى، حصلت شاكيرا على جائزة "حرر عقلك" من قناة إم تي في لعام 2010. وخلال المناسبة، شكرت "كل الأشخاص الذين شاركوني واكا واكا ورقصوا من أجل قضية التعليم الشامل، كي يحظى ملايين الأطفال في العالم النامي بفرصة لتحقيق أحلامهم".
بعد النجاح العالمي الذي حققته "واكا واكا"، أصدرت شاكيرا في أكتوبر 2010 ألبومها التاسع "تشرق الشمس"، الذي يغلب عليه الطابع الإسباني. حاز الألبوم استحسان النقاد، وأُدرج ضمن قوائم "أفضل ألبومات 2010" و"أفضل ألبومات لاتينية لعام 2010" حسب موقع "أول ميوزك". وفي حفل جوائز الغرامي اللاتيني لعام 2011، رُشّح الألبوم لجائزتي "ألبوم العام" و"أفضل ألبوم بوب نسائي"، وفاز بالجائزة الأخيرة.
حقق الألبوم نجاحًا تجاريًا واسعًا في أوروبا وأمريكا اللاتينية، وتصدر قوائم المبيعات في بلجيكا وكرواتيا وفرنسا والمكسيك والبرتغال وإسبانيا. وفي الولايات المتحدة، دخل الألبوم في المركز السابع على قائمة "بيلبورد 200"، وهو أعلى مركز لألبوم لاتيني ذلك العام، وكان الألبوم الخامس لشاكيرا الذي يتصدر قائمة "أفضل الألبومات اللاتينية". ووفقًا لمجلة "بيلبورد"، فإن 35% من مبيعاته في الأسبوع الأول كانت رقمية. واحتل المركز الأول في كل من قائمة "أفضل الألبومات اللاتينية" لمدة 12 أسبوعًا، وقائمة "أفضل ألبومات البوب اللاتيني". وقد حققت الأغنية المنفردة الرئيسية "لوكا" المركز الأول في عدة دول، كما صدرت أيضًا أغانٍ مثل: "تشرق الشمس"، "رابيوسا"، "قبل الساعة السادسة"، و"مدمنة عليك" كأغانٍ منفردة. وبلغت مبيعات الألبوم عشرة ملايين نسخة منذ صدوره.
في أغسطس 2011، ظهرت شاكيرا في حلقة من المسلسل الكرتوني "دورا المستكشفة"، وأصدرت الأغنية "جميعًا معًا" من أداء دورا وبمشاركة شاكيرا، مرفقة بفيديو كليب. وفي سبتمبر، أطلقت شاكيرا جولتها العالمية بعنوان "تشرق الشمس"، دعمًا لألبوميها الأخيرين. وشملت الجولة 107 عروضًا في أمريكا الشمالية وأوروبا وأمريكا الجنوبية وآسيا وأفريقيا، وقد أشاد النقاد بأدائها المسرحي وحيويتها. وفي ديسمبر 2011، أصدرت ألبومها الحي الرابع "مباشر من باريس"، وروّج له من خلال أغنية "أحبه حتى الموت" كأغنية منفردة.
في 9 نوفمبر 2011، منحت الأكاديمية اللاتينية للتسجيلات الموسيقية شاكيرا لقب "شخصية العام"، تقديرًا لإنجازاتها الفنية ومبادراتها الخيرية، وكانت أصغر فنانة تنال هذا التكريم. وخلال الحفل في مركز "ماندالاي باي" للمناسبات في لاس فيغاس، تلقت تحية كبيرة من الفنانين المشاركين الذين قدموا نسخًا من أشهر أغانيها. وغنّت شاكيرا تكريمًا للمغني الكولومبي الراحل جو أرّويو أغنيته "في بارانكيا أبقى".
في أوائل عام 2012، تعاقدت شاكيرا مع شركة "روك نايشن" لإدارة أعمالها استعدادًا لألبومها القادم. وتعاونت مع مغني الراب بيتبول في أغنية "ابدأ بها"، والتي كانت مقررة كأغنية رئيسية من ألبومه "الاحترار العالمي" عام 2012. وفي سبتمبر من ذلك العام، أُعلن أن شاكيرا والمغني أشر سيحلان مكان كريستينا أغيليرا وسي لو غرين في الموسم الرابع من برنامج المواهب الأمريكي "الصوت"، والذي بدأ في مارس 2013. كما شاركت شاكيرا أيضًا في الموسم السادس من البرنامج.
في يناير 2013، أصدرت المغنية البرازيلية إيفيتي سانغالو أغنية "نرقص"، بمشاركة شاكيرا، ضمن ألبومها "الخيال الحقيقي". وفي فبراير، أطلق المغني دراكو روزا أغنية "امرأة بيضاء" بمشاركة شاكيرا، كأغنية ترويجية.
كانت شاكيرا تخطط لإصدار ألبوم جديد عام 2012، لكنّ الأمر تأجل بسبب حملها. وفي ديسمبر 2013، أُعلن أن الأغنية الجديدة "لا أتذكر أنني نسيتك"، وهي ديو مع المغنية ريهانا، ستصدر في يناير 2014. وفي مارس 2014، أصدرت ألبومها العاشر الذي حمل عنوان "شاكيرا".
على المستوى التجاري، دخل الألبوم المركز الثاني في قائمة "بيلبورد 200" الأمريكية، بمبيعات بلغت 85 ألف نسخة في أسبوعه الأول، وهو أعلى مركز تحققه شاكيرا على هذه القائمة، رغم أن مبيعاته كانت الأدنى لألبوم لها باللغة الإنجليزية في أسبوعه الأول. وقد أُصدرت ثلاث أغانٍ منفردة من الألبوم: "لا أتذكر أنني نسيتك"، "الإمبراطورية"، و"تجرأ لا لا لا". كما أُطلقت أغنية "دواء" كأغنية ترويجية.
نُشرت نسخة كأس العالم من أغنية "تجرأ لا لا لا" في أواخر مايو للترويج عبر الإذاعات، وتضمنت مشاركة الموسيقي البرازيلي كارلينيوس براون. وفي 13 يوليو 2014، أدّت شاكيرا الأغنية "لا لا لا البرازيل 2014" مع كارلينيوس براون خلال الحفل الختامي لكأس العالم لكرة القدم 2014 في ملعب ماراكانا في ريو دي جانيرو. وكانت هذه ثالث مشاركة متتالية لها في احتفالات كأس العالم لكرة القدم.

### 2016–2021: الدورادو وجولة الدورادو العالمية
بدأت شاكيرا العمل على ألبومها الحادي عشر "إلدورادو"، الذي يغلب عليه الطابع الإسباني، في أواخر عام 2015. ومن بين مشاريعها الأخرى آنذاك مشاركتها كمؤدية صوتية في فيلم الرسوم المتحركة الأمريكي "زوتوبيا"، حيث أدّت شخصية تُدعى "غزال"، وغنّت فيه أغنية بعنوان "جرّب كل شيء".
وفي مايو 2016، تعاونت مع المغني الكولومبي كارلوس فيفِس في أغنية "الدراجة"، والتي حازت لاحقًا على جائزتي "تسجيل العام" و"أغنية العام" في جوائز الغرامي اللاتيني.
في 28 أكتوبر 2016، أصدرت شاكيرا الأغنية المنفردة "ابتزاز" بالتعاون مع المغني الكولومبي مالوما، وكانت من ضمن أغاني ألبوم "إلدورادو" المرتقب. وقد أصبحت هذه الأغنية أكثر فيديوهات شاكيرا مشاهدة على منصة يوتيوب، إذ تجاوزت 2.1 مليار مشاهدة حتى 1 يونيو 2018. وكان مالوما قد قدّم سابقًا نسخة ريمكس من أغنية "الدراجة".
شاركت شاكيرا أيضًا في أغنية "مثلي" مع مغني الراب الفرنسي بلاك إم، وصدرت الأغنية بالفرنسية وبنسخة إنجليزية، وكلتاهما أُدرجتا ضمن ألبوم "إلدورادو".
وفي 7 أبريل 2017، أطلقت شاكيرا الأغنية "وقعت في الحب" كثاني أغنية رسمية من الألبوم. وصدر الألبوم نفسه في 26 مايو 2017. وتضمّن أيضًا أغنية "الكلب الوفي" بمشاركة المغني الأمريكي نيكي جام. وصدر فيديو كليب الأغنية، الذي صُوّر في برشلونة، بالتزامن مع إصدارها الرسمي كأغنية منفردة ثالثة في 15 سبتمبر 2017، وكانت الأغنية قد حصلت على شهادة "الذهب" في إسبانيا حتى قبل طرحها كأغنية منفردة.
وفي يناير 2018، فازت شاكيرا بجائزة الغرامي الثالثة في مسيرتها، عن فئة "أفضل ألبوم بوب لاتيني"، لتصبح أول فنانة لاتينية تنال هذه الجائزة ثلاث مرات. كما حصل الألبوم على عدة جوائز أخرى بارزة، وبذلك بلغ مجموع جوائز الغرامي التي نالتها شاكيرا ثلاثة عشر جائزة، منها عشر جوائز غرامي لاتيني. وأطلقت لاحقًا أغنية "الفخ"، كثالث تعاون لها مع مالوما ورابع أغنية منفردة من الألبوم.
أُعلنت جولة إلدورادو العالمية في 27 يونيو 2017، حيث كُشف عن تواريخ الحفلات في أوروبا وأمريكا الشمالية، بينما أُرجئت تواريخ أمريكا اللاتينية للإعلان لاحقًا. وكانت شركة راكوتِن الراعي الرسمي للجولة، إلى جانب شريكَي الإنتاج: شركة لايف نايشن العالمية، التي سبق أن تعاونت مع شاكيرا في جولتها السابقة، وشركة سيتي، التي سهّلت مبيعات التذاكر عبر برنامجها "برايفت باس".
وكان من المقرر أن تبدأ الجولة في 8 نوفمبر 2017 في مدينة كولونيا الألمانية، لكنّ شاكيرا اضطرت لإلغاء الحفل قبل يوم واحد بسبب إجهاد شديد في أوتارها الصوتية، أفقدها القدرة على الغناء. وفي 9 نوفمبر، أعلنت تأجيل حفلات باريس وأنتويرب وأمستردام للسبب نفسه. وفي 14 نوفمبر، كشفت شاكيرا عبر وسائل التواصل الاجتماعي أنها تعرّضت لنزيف في الحبل الصوتي الأيمن في أواخر أكتوبر، ما اضطرها للراحة التامة. وقالت لصحيفة "الغارديان": «صوتي... كان هويتي. وعندما فقدته، لم أحتمل الأمر. كان هناك أيام لم أستطع حتى النهوض من السرير. أصابني الاكتئاب». وهكذا تأجلت جميع حفلات الجولة الأوروبية إلى عام 2018.
وفي يناير 2018، أعلنت شاكيرا مواعيد جديدة لجولتها. بدأت المرحلة الأوروبية من الجولة في مدينة هامبورغ في 3 يونيو، وفي الشهر نفسه أطلقت أغنية مستقلة بعنوان "سري" مع مالوما. وانتهت الجولة الأوروبية في برشلونة في 7 يوليو. ثمّ أحيت حفلتين في آسيا يومي 11 و13 يوليو، تلتها الجولة في أمريكا الشمالية، التي انطلقت من شيكاغو في 3 أغسطس، واختُتمت في سان فرانسيسكو في 7 سبتمبر. وبدأت الحفلات في أمريكا اللاتينية في 11 أكتوبر في مكسيكو سيتي. وفي أكتوبر أيضًا، ظهرت شاكيرا في نسخة ريمكس من أغنية "توتو" للفنانين كاميليو وبيدرو كابو.
اختُتمت جولة "إلدورادو" في مدينة بوغوتا الكولومبية في 3 نوفمبر، بإجمالي 54 حفلًا. وكان عمر شاكيرا آنذاك 41 عامًا، وعلّق البعض على "قدرتها على الاستمرار كنجمة عالمية"، خاصةً أنها كانت تؤدي جميع عروضها بنفسها، من رقص وجري وقفز، دون الاستعانة براقصين داعمين.
وفي 3 نوفمبر 2018، صدرت الأغنية "لا شيء" كخامس وآخر أغنية منفردة من ألبوم "إلدورادو". وفي نوفمبر 2019، أصدرت شاكيرا ألبومها الحي الخامس بعنوان "شاكيرا في الحفل: جولة إلدورادو العالمية"، وهو أول ألبوم لها يُطرح فقط بنسخة رقمية. وفي قائمة مجلة "فوربس" لعام 2019، جاءت شاكيرا في المرتبة العاشرة ضمن أعلى النساء دخلًا في مجال الموسيقى عالميًا.
في يناير 2020، أصدرت شاكيرا أغنية جديدة بعنوان "تعجبني"، بالتعاون مع مغني الراب البورتوريكي أنويل إي إي.
وفي 2 فبراير 2020، شاركت شاكيرا مع المغنية جينيفر لوبيز في عرض بين شوطي المباراة النهائية للدوري الأمريكي لكرة القدم. ووفقًا لمجلة "بيلبورد"، فقد شاهد العرض 103 ملايين شخص، متجاوزًا عدد مشاهدي المباراة نفسها البالغ 102 مليون. وعلى يوتيوب، أصبح العرض أكثر عروض "السوبر بول" مشاهدة حتى ذلك الوقت. وقد لفتت شاكيرا الأنظار إلى الثقافة الإفريقية الكولومبية من خلال أدائها لرقصة الشامبيتا الشعبية. وفي ختام العرض، غنّت مع لوبيز أغنية "واكا واكا" معًا.
وفي مايو ويونيو من عام 2020، شاركت شاكيرا في عرضين تلفزيونيين غنائيين خلال جائحة كوفيد-19، حيث أدّت أغنية "جرّب كل شيء" ضمن عرض "أغاني ديزني العائلية: الجزء الثاني"، وأغنية "تشرق الشمس" ضمن فعالية "الهدف العالمي: لنتحد من أجل مستقبلنا".
وفي ديسمبر 2020، تعاونت شاكيرا مع فرقة بلاك آيد بيز في أغنية "فتاة مثلي"، التي كُتبت كتحية للنساء من أصل لاتيني.
وفي يناير 2021، باعت شاكيرا حقوق النشر الخاصة بأرشيفها الموسيقي المكوّن من 145 أغنية لصالح شركة هيبغنوسيس فند. وجاءت هذه الخطوة في سياق مشابه لما قام به عدد من كبار الفنانين مثل بوب ديلان، خاصة بعد تراجع دخل العروض الحية بسبب الجائحة. وفي 16 يوليو 2021، أطلقت شاكيرا أغنيتها الجديدة "لا تنتظر".

### 2022–2024: النساء لم يعدن يبكين
في 21 أبريل 2022، أصدرت شاكيرا أغنية «تهانينا» بالتعاون مع المغني راو أليخاندرو، باعتبارها الأغنية الرئيسية لألبومها الثاني عشر المرتقب، الذي لم يُعلن عن اسمه آنذاك، بعنوان «النساء لم يعدن يبكين». وفي 19 مايو، منحتها أكاديمية إيفور البريطانية جائزة "آبل ميوزيك" الدولية الخاصة خلال حفل جوائز إيفور نوفيلو، تكريمًا لإنجازاتها ككاتبة أغانٍ وموسيقية. وخلال الدورة السابعة والستين من الحفل، تم تكريم 21 مؤلفًا موسيقيًا في 14 فئة. وفي 31 مايو، عُرض لأول مرة برنامج مسابقة الرقص «الرقص مع نفسي» على قناة "إن بي سي"، وكانت شاكيرا المنتجة التنفيذية وأحد الحكام إلى جانب ليزا كوشي ونيك جوناس. تم إلغاء البرنامج بعد موسم واحد.
في يونيو، أُصدرت أغنية «لا تقلق» من أداء شاكيرا وفرقة "بلاك آيد بيز" ومنتج الموسيقى ديفيد غيتا. وفي أكتوبر، صدرت أغنية «الملل» بالتعاون مع المغني أوزونا، كثاني أغنية منفردة من الألبوم القادم. تتناول الأغنية والفيديو المصاحب لها آلام الانفصال الذي مرت به شاكيرا إثر انتهاء علاقتها مع شريكها ووالد طفليها، لاعب كرة القدم الإسباني جيرارد بيكيه. وفي نوفمبر، ترشحت شاكيرا وراو أليخاندرو لجائزة "تسجيل العام" ضمن حفل جوائز الغرامي اللاتيني الثالث والعشرين عن أغنيتهما «تهانينا».
وفي 11 يناير 2023، صدرت الأغنية «شاكيرا: جلسات موسيقية مع بيزاراب، المجلد 53»، بالتعاون مع منسق الموسيقى الأرجنتيني بيزاراب. حققت الأغنية المركز الأول في 16 دولة، وسجلت 14 رقمًا قياسيًا في موسوعة غينيس، وبلغت المرتبة التاسعة على قائمة "بيلبورد هوت 100"، لتكون خامس أغنية تدخل بها شاكيرا ضمن المراكز العشرة الأولى في الولايات المتحدة، والأولى منذ «الجميلة الكاذبة» (2007). كما أصبحت أول امرأة في التاريخ الأمريكي تدخل قائمة "هوت 100" بأغنية إسبانية ضمن المراكز العشرة الأولى. وبلغت الأغنية المرتبة الثانية على قوائم "بيلبورد جلوبال 200" و"جلوبال إكسكلود يو.إس.".تُعد الأغنية هجومًا مباشرًا على بيكيه، وتتميز بكلماتها الصريحة والنقدية على نحو غير معتاد في أعمال شاكيرا السابقة أو في موسيقى البوب عمومًا. وصفت شاكيرا عملية صنع هذه الأغنية بأنها كانت تنفيسًا وتطهيرًا وشفاءً نفسيًا. كما أظهرت الأغنية تأثيرًا قويًا من موسيقى الهيب هوب، وحققت نجاحًا ضخمًا على منصات البث، واعتُبرت ذات تأثير ثقافي ملحوظ.
في 24 فبراير 2023، أُصدرت الأغنية «تي كيو جي» من أداء كارول جي وشاكيرا. أصبحت سادس أغنية تدخل بها شاكيرا قائمة "هوت 100"، وأعلى أغنية لها في تاريخها من حيث الظهور الأول (المرتبة السابعة). حطمت الأغنية الرقم القياسي في غينيس كأعلى أغنية إسبانية تصنيفًا لامرأة في الولايات المتحدة، وتصدرت قائمة "جلوبال 200"، لتكون أول أغنية تصل إلى المركز الأول لكل من شاكيرا وكارول جي. أصدرت شاكيرا أغنية «أكروستيخ» في 11 مايو كثالث أغنية من ألبومها المرتقب، وتبعتها نسخة ثانية من الأغنية بمشاركة صوتية من طفليها ميلان وساشا بعد ثلاثة أيام. وفي يونيو، أطلقت أغنية «كأس فارغ» بالتعاون مع المغني الكولومبي مانويل توريثو. في 29 يوليو 2023، أصبحت شاكيرا أول امرأة في التاريخ تحتل المراتب الثلاث الأولى في قائمة البث الإذاعي اللاتيني: «تي كيو جي» في الصدارة، تليها «أكروستيخ»، ثم «كأس فارغ». وفي سبتمبر، أصدرت شاكيرا أغنية «الرئيس» بالتعاون مع فرقة "فويرزا ريخيدا" الأمريكية من نمط الموسيقى المكسيكية الإقليمية، كثامن أغنية من الألبوم القادم.ووفقًا للناقدة إيما هاريسون من مجلة "كلاش"، فإن الأغنية "تحيي كفاح الطبقة العاملة وتطلعاتها نحو حياة أفضل".
في 12 سبتمبر، حصلت شاكيرا على جائزة مايكل جاكسون للريادة في الفيديو خلال حفل جوائز "إم تي في" الموسيقية لعام 2023، وأدت ميدلي من أشهر أغانيها. كانت بذلك أول فنانة من أمريكا الجنوبية تنال هذا التكريم. وفي الدورة الرابعة والعشرين من جوائز الغرامي اللاتيني، حصدت شاكيرا سبعة ترشيحات، من بينها "تسجيل العام" و"أغنية العام". أصبحت أول فنان يحصل على ثلاثة ترشيحات ضمن فئة "أغنية العام" في دورة واحدة، وذلك عن: «جلسات بيزاراب»، «تي كيو جي»، و«أكروستيخ». فازت شاكيرا بجائزة "أغنية العام" وأفضل أغنية بوب عن «جلسات بيزاراب»، وجائزة أفضل أداء حضري/مزيج عن «تي كيو جي».
أُصدر ألبومها الثاني عشر «النساء لم يعدن يبكين» في 22 مارس 2024 عبر شركة "سوني ميوزك لاتين". ووفقًا لمجلة "بيلبورد"، فإن «نجمة البوب الكولومبية» أظهرت في هذا العمل هشاشتها وصدقها العاطفي، وكان أكثر ألبوماتها خصوصية حتى الآن. وصفت شاكيرا العملية الإبداعية لهذا الألبوم بأنها "تحويل كيميائي"، حيث حولت دموعها إلى ماس وهشاشتها إلى قوة. نال الألبوم تقييمات إيجابية عمومًا من النقاد وكتبت مجلة "فاريتي": "شاكيرا، التي كرست نفسها كأيقونة للنجومية العالمية، تستثمر بالكامل في هذه المغامرات الأسلوبية المتعددة وتعود إلى الساحة بعد ما وصفته بـ'أحلك ساعات حياتها'".
وبحسب مجلة "كلاش"، فإن شاكيرا "تحول الألم إلى فن بسهولة" وتمزج بين اللاتينية والروك والهيب هوب، في ألبوم "صادق، خام، ومضيء في آنٍ واحد"، ويُعد شهادة ملهمة على قوتها ومرونتها.
أما مجلة "رولينغ ستون"، فرأت أن الألبوم يرسّخ مكانتها وريادتها في المشهد الموسيقي اللاتيني رغم ازدحامه، بينما قالت صحيفة "نيويورك تايمز" إن الألبوم يُكمل مسيرة شاكيرا الطويلة في مزج الأساليب الموسيقية من أنحاء القارة الأمريكية، متناولًا الروك، والإلكتروبوب، والتراب، والباكاتا الدومينيكية، وأفروبِيت النيجيرية، والموسيقى الإقليمية المكسيكية. قالت شاكيرا: "أنثى الذئب موجودة في كل هذا الألبوم، وهي من ساعدتني على إعادة بناء نفسي"، في إشارة إلى الرمز الذي ارتبط بأغنيتها الشهيرة «الذئبة». دخل الألبوم المركز الثالث عشر في قائمة "بيلبورد 200" في الولايات المتحدة، محققًا 34,000 وحدة مكافئة للألبوم في أسبوعه الأول. كما تصدّر قائمتي "توب لاتين ألبومز" و"لاتين بوب ألبومز"، لتصبح شاكيرا أول امرأة تحتل المركز الأول في هذه القوائم عبر أربعة عقود مختلفة. وحصل الألبوم على شهادة بلاتينية سباعية (لاتينية) فور صدوره.
صدرت أغنية «التصويب» بالتعاون مع "كاردي بي" تزامنًا مع الألبوم، وتصدرت قائمة "لاتين إيربلاي" وبقيت في صدارة "لاتين بوب إيربلاي" لتسعة أسابيع. ثم أُصدرت أغنية «بين قوسين» بالتعاون مع فرقة "جروبو فرونتيرا" المكسيكية في 25 مارس كآخر أغنية منفردة من الألبوم. تصدرت الأغنية قائمتي "لاتين إيربلاي" و"ريجيونال مكسيكان إيربلاي"، موسعة رقم شاكيرا القياسي كأكثر امرأة تحقيقًا للمراكز الأولى على الأولى (23 مرة)، ومحافظة على أول تصدر لها للقائمة الثانية. في 26 مارس، وبعد يوم من ظهورها في برنامج "ذا تونايت شو" مع جيمي فالون، قدمت شاكيرا حفلاً مجانيًا مفاجئًا في تايمز سكوير بمدينة نيويورك، أُعلن عنه قبل ساعات من بدايته، لكنه جذب جمهورًا متحمسًا قُدّر بـ40,000 شخص. احتفالًا بإطلاق ألبوم «النساء لم يعدن يبكين»، قدمت شاكيرا عروضًا راقصة وموسيقية تضمنت أغنية «الأرداف لا تكذب» وأغانٍ من ألبومها الجديد.

### 2024–الآن: جولة النساء لم يعدن يبكين العالمية
في 12 أبريل 2024، وخلال مهرجان كوتشيلا في كاليفورنيا، انضمت شاكيرا إلى بيزاراب على المسرح، حيث قدمت، بدعوته، أداءً مفاجئًا كضيف خلال عرضه. وغنت تعاونهما المشهور "القوية" و"جلسات موسيقى بيزاراب، الجزء 53". وأعلنت هناك عن جولة "النساء لم يعدن يبكين" العالمية، وهي أول جولة لها منذ أكثر من ست سنوات، دعمًا لألبومها الجديد.
في 14 يوليو، قدمت شاكيرا عرضًا في نهائي كأس أمريكا 2024، مباراة الأرجنتين ضد كولومبيا، التي أقيمت في ملعب هارد روك في ميامي جاردنز، فلوريدا. وكان هذا أول عرض في فترة الاستراحة بنهائي كرة قدم. حيث تسمح كرة القدم بفترات استراحة لمدة 15 دقيقة فقط، لكن هذه الفترة طالت بسبب عرض شاكيرا. وبمشاركة فرقة من الراقصين، غنت "الأرداف لا تكذب"، "أهنئك"، "تي كيو جي"، و"دقة التصويب".
بحلول فصل الخريف، تم تحطيم العديد من أرقام مبيعات تذاكر الجولات الموسيقية والفعاليات اللاتينية. نفدت بسرعة تذاكر العديد من الحفلات في الأماكن الكبيرة عبر أمريكا اللاتينية. وأضيفت حفلات جديدة، خاصة في المكسيك، حيث توفرت إمكانيات زمنية في نهاية الجزء اللاتيني من الجولة. وكانت شاكيرا تتوقع أن تكون هذه الجولة الأعظم في مسيرتها الفنية. كانت جولة "النساء لم يعدن يبكين" العالمية مخططة للبدء في أمريكا الشمالية، لكن الجزء الخاص بالولايات المتحدة وكندا، الذي كان مقررًا في نوفمبر وديسمبر 2024، تم إعادة جدولته ليأتي بعد الجزء اللاتيني، وليس قبله. وأُعطيت الطلبات الكبيرة لأماكن أكبر في الولايات المتحدة كسبب لذلك، وتم تعديل مواقع العديد من العروض عن المخططات الأصلية. وحدث أول حفل من الجولة في 11 فبراير 2025 في ريو دي جانيرو.
في سبتمبر 2024، غادرت شاكيرا المسرح أثناء أداء في ملهى ليلي في ميامي يُدعى "ليف"، بعد أن لاحظت أن بعض المعجبين يصورون تحت فستانها. وفي 25 سبتمبر، أطلقت أغنيتها المنفردة "العزباء". تصدرت هذه الأغنية قائمة تشغيل البوب اللاتيني في الراديو لمدة سبعة أسابيع ووصلت إلى المركز الثاني في قائمة البث اللاتيني، مما جعلها تتساوى مع إنريكي إغليسياس في عدد مرات تصدر الأولى في الأولى، والثالثة في أكثر الأغاني العشر شعبية في الثانية. حصلت شاكيرا على ثلاث ترشيحات في الدورة الخامسة والعشرين من جوائز الغرامي اللاتينية السنوية، منها جائزة ألبوم العام عن "النساء لم يعدن يبكين" وجائزة أغنية العام عن "(بين القوسين)". كما تم ترشيح "النساء لم يعدن يبكين" لجائزة أفضل ألبوم بوب لاتيني في الدورة السابعة والستين من جوائز الغرامي السنوية القادمة. ستعيد شاكيرا دورها الصوتي كغزالة وستكتب أغنية جديدة لفيلم "زوتوبيا 2" المقرر صدوره في نوفمبر 2025.
في حفل جوائز الغرامي السنوية في لوس أنجلوس في فبراير 2025، وفي خضم استعداداتها النهائية لجولة "النساء لم يعدن يبكين" العالمية، حصلت شاكيرا على جائزة الغرامي لأفضل ألبوم بوب لاتيني. وقدمت عرضًا وكرّست الجائزة على المسرح لـ"إخوتها وأخواتها"، المهاجرين في الولايات المتحدة. وفي حفل الغرامي، رافقها على المسرح ولداها، ميلان وساشا.

#### جولة النساء لم يعدن يبكين: المرحلة الأولى في أمريكا اللاتينية
بعد أول حفلات جولة شاكيرا في ملعب نيلتون سانتوس بمدينة ريو دي جانيرو بتاريخ 11 فبراير، أشارت لودميلا كوريا من مجلة بيلبورد إلى أن الفنانة استثمرت بشكل كبير في الجولة وتجهيزاتها، بما في ذلك عروض إسقاطية واقعية واسعة النطاق مدعومة بالذكاء الاصطناعي. وكتبت كوريا أن شاكيرا، بعد مرورها بفترة عصيبة، "تتوهج الآن بالسكينة"، وبدت خلال العرض "مفعمة بالفرح، كطفلة صغيرة".
وبحسب كتاب آخرين من مجلة بيلبورد، فإن العرض "يُجسّد الابتكار والتكنولوجيا، كما يشكل أيضًا رسالة تمكين نسوي، حاملة مضمونًا واضحًا تم تجسيده من خلال شخصية إيزابيل، الذئبة الأنثى، التي وجد فيها كثيرون مصدر إلهام للقوة والحرية".
ومن أجل رفع شأن النساء من خلال قوة الموسيقى و"تمكين أخواتها بمناسبة اليوم العالمي للمرأة (8 مارس) وما بعده"، تعاونت شاكيرا مع شركة "هارد روك إنترناشيونال"، وأعلنا سويًا في 27 فبراير 2025 عن شراكة تمتد لعام كامل. وتحدثت شاكيرا عن أهمية "كسر الحواجز وصنع عالم أكثر شمولًا، يشعر فيه كل امرأة بالثقة لكونها على طبيعتها". وقد أعلنت مؤسسة "هارد روك هيلز" عن التبرع بمبلغ 250 ألف دولار لصالح مؤسسة شاكيرا "الأقدام الحافية".
نُقلت شاكيرا إلى المستشفى بسبب مشكلة في البطن، ما أدى إلى إلغاء عرض لها في بيرو. لكنها تعافت وقدّمت عرضًا في الليلة التالية بتاريخ 17 فبراير في مدينة ليما. أما الحفل المقرر في 24 فبراير بمدينة ميديين الكولومبية، فقد تم إلغاؤه بسبب مخاوف تتعلق بسلامة سقف المسرح. ومع تكرار خيبات الجولة، أُلغي عرض مدينة سانتياغو، تشيلي، في 2 مارس بسبب مشاكل تتعلق بسلامة تجهيزات العرض المسرحي. وكان من المقرر إقامة عرضين في سانتياغو بتاريخي 2 و3 مارس أمام جمهور نفدت تذاكره، لكن تبين أن الأرضية التي كان من المفترض تثبيت منصة العرض التي تزن 62 طنًا فوقها كانت غير مستوية وغير مستقرة. وقد أُعلن أن العروض الملغاة أُجّلت تقنيًا وسيُعاد جدولتها لاحقًا. إلا أن عرض سانتياغو الثاني أُلغي أيضًا. وقد كتبت شاكيرا، وهي متأثرة، رسالة عاطفية لمعجبيها عبر وسائل التواصل الاجتماعي، جاء فيها: "سيداتي وسادتي الذين رافقوني لأكثر من ثلاثين عامًا" – موجّهة حديثها إلى جمهورها.
وبحسب تقرير لمجلة هولا! نُشر في 10 مارس 2025، فقد "انتقل جيرارد بيكيه إلى ميامي" ليكون برفقة ولديه من شاكيرا خلال جولتها، وقد شوهد وهو يتدرب على كرة القدم معهما. ثم أُرسل الولدان إلى أمريكا الجنوبية للانضمام إلى والدتهما، التي أقامت، بحسب ما ورد، في أوروغواي في قصر شريكها السابق الآخر أنطونيو دي لا روا.
وصرّحت شاكيرا بأن الإلغاءات في تشيلي وما رافقها من توتر تسببت لها بوعكة صحية حقيقية، اضطُرت معها لتلقّي علاج طبي قبل أن تتمكن من الصعود إلى المسرح في الأرجنتين. وتم تحديد ثلاث حفلات جديدة في سانتياغو، تشيلي خلال أبريل، بالإضافة إلى حفلتين في ميديين، كولومبيا، كما أُعلن عن حفلين في ليما، بيرو خلال نوفمبر. وتشكل هذه التواريخ الجديدة تعويضًا كافيًا عن العروض التي أُلغيت في هذه المدن.
وفي مقابلة مع الصحفية دانييلا ديثوربيدي بتاريخ 27 مارس، بعد مرور نحو ثلاث سنوات على نهاية علاقتها بجيرارد بيكيه، تحدثت شاكيرا عن حالتها النفسية، قائلة: "عمليات الشفاء تستغرق سنوات طويلة"، وأضافت: "تعلّمت أن المرء قادر على الإحساس بالفرح حتى أثناء معايشة الألم – والعيش مع جرح لا يلتئم تمامًا".
وبعد إعلان تواريخ إضافية للعروض في المكسيك خلال شهري مارس وأبريل، ارتفع العدد الإجمالي للحفلات التي أُقيمت والمقررة هناك إلى 26 عرضًا، وهو رقم غير مسبوق يتجاوز عدد الحفلات المجدولة في أي دولة أخرى (إذ كان عدد حفلات الجولة المقررة في الولايات المتحدة حتى 2 أبريل هو 21 حفلة). وقد تحدثت شاكيرا عن الطابع "الحميمي والعميق" للجولة في الوقت الراهن، قائلة إن الحفلات "لقاءات عميقة يحدث فيها الشفاء"، ومع كل عرض جديد تشعر بأنها "أقوى وأسعد".
وفي آخر حفلتين من الجزء الأول من الجولة في أمريكا اللاتينية، واللتين أُقيمتا في مدينة ميديين خلال أبريل، استضافت شاكيرا عددًا من المتعاونين السابقين معها من أبناء وطنها كولومبيا، مثل مالوما وكارلوس فيفيس. وعلى مدار عامي 2025 و2026، ووفقًا لمجلة بيلبورد، تعتزم شاكيرا بعد جولتها في القارتين الأميركيتين، الانتقال بعروضها إلى أوروبا وآسيا والشرق الأوسط، حتى "يتردد صدى موسيقاها، وقصتها، وإرثها في كل ركن من أركان العالم".

#### جولة النساء لم يعدن يبكين في الولايات المتحدة وكندا
شاركت شاكيرا في برنامج ذا تونايت شو من تقديم جيمي فالون بتاريخ 6 مايو 2025، في أولى ثلاث مشاركات معلنة لها في البرنامج خلال ذلك الشهر. واحتفلت خلال الحلقة بالذكرى العشرين الوشيكة لأغنيتها العالمية الوركان لا تكذب، إذ أدّت الأغنية بمشاركة ويكليف جان، إلى جانب فرقة راقصين وعازفين.
انطلقت جولة الحفلات في الولايات المتحدة وكندا في 13 مايو بمدينة شارلوت، ولاية كارولاينا الشمالية، بمشاركة ويكليف جان في فقرة الافتتاح، والمغني أليخاندرو سانث كضيف خاص. وقد رافقت خمسون سيدة لاتينية محلية مختارة من الناجحات شاكيرا في طريقها إلى المسرح. وعبّرت شاكيرا عبر وسائل التواصل الاجتماعي عن سعادتها بالحفل الذي أُقيم في "ملعب مكتظ"، وسط جمهور غنّى معها طوال العرض.
قدّمت شاكيرا عرضها التالي في 15 مايو بمدينة إيست راذرفورد، ولاية نيوجيرسي، حيث أدّت أغنية الملل بمشاركة المغني أوزونا. وفي 20 مايو، أحيت حفلًا في مدينة مونتريال، مقاطعة كيبك، كندا. أما عرض 24 مايو في مدينة شيكاغو، فقد جاء ضمن مهرجان سونيّوس الموسيقي. وفي 29 مايو، تم إلغاء حفلة الجولة المقررة في ملعب فينواي بمدينة بوسطن لأسباب تقنية تتعلق بسلامة الهيكل، وفقًا لما أعلنته شركة "لايف نايشن إنترتينمنت". وقد عبّرت شاكيرا عن "شعورها بالحزن العميق" عندما أُلغي عرض 31 مايو في العاصمة واشنطن، والذي كان من المقرر أن يكون فعالية افتتاحية لـمهرجان برايد العالمي للمثليين. فبعد المشاكل التي حدثت في بوسطن، لم يكن بالإمكان نقل عناصر المسرح إلى واشنطن في الوقت المحدد. وأعرب العديد من المعجبين عن استيائهم بعد أن بلغ عدد الحفلات الملغاة من جولة النساء لم يعدن يبكين ست حفلات بحلول نهاية شهر مايو. من جهتها، دعت عمدة واشنطن، موريل باوزر، شاكيرا للحضور إلى مدينتهم، قائلة: "شاكيرا، عزيزتي، تعالي إلى هنا. نحن نحبك. نريد رؤيتك. نريد الاحتفال معك".
في 6 يونيو، أُقيم أول حفل من اثنين في منطقة ميامي، وهي المدينة التي عاشت فيها شاكيرا بشكل متقطع على مرّ السنين، وتقيم فيها حاليًا. وقد جمعت على مسرح ملعب "هارد روك" نخبة من المتعاونين معها موسيقيًا ممن ظهروا في حفلات سابقة من الجولة، إلى جانب عدد من أصدقائها المشاهير، بينهم غلوريا وإميليو إستيفان. وخلال عروضها، تهتف شاكيرا قائلة: "شعبي اللاتيني!". وفي مقابلة مع مراسل هيئة الإذاعة البريطانية (بي بي سي)، وصفت الجولة بأنها "أضخم جولة موسيقية في عام 2025"، وصرّحت بأن ميامي هي "وطنها". وعندما سُئلت عن وضع المهاجرين الحالي، أجابت: "بالنسبة للمهاجر في الولايات المتحدة [...] فالأمر يعني العيش في خوف دائم، ومن المؤلم رؤية ذلك". ودعت إلى تطبيق "مبادئ الإنصاف والحرية [...] التي تأسست عليها هذه الأمة". كما أشارت إلى أن الفريق كان "قريبًا من الإعلان" عن الجزء الأوروبي من الجولة.
وفي 23 مايو 2025، أصدرت شاكيرا وأليخاندرو سانث أغنيتهما الثنائية الجديدة قبّلني، والتي تُعد ثالث تعاون فني بينهما.

## الفن
صرح المدير التنفيذي الموسيقي فريدي دي مان، الذي أدار مسيرة شاكيرا منذ أوائل عام 2000، إنه تأثر كثيرًا بجمالها الطبيعي. وصفها بأنها كاتبة أغاني موهوبة بصوت استثنائي وفريد، كما أشار إلى براعتها في الرقص، وإلى أنها تكتب وتغني أغانيها بنفسها، بالإضافة إلى عزفها على الآلات الموسيقية الخاصة بها وإنتاجها لأغانيها. وأضاف أن شاكيرا تمثل الحزمة الكاملة للفنانة المتكاملة.

### التأثيرات الموسيقية والأنماط
وُصفت شاكيرا بأنها "فنانة ذات إرث". كتب نقاد مجلة بيلبورد أن "صانعة النجاح الكولومبية" تعمدت في كتابة أغانيها كلمات صريحة، وهي دقيقة في إنتاجها وأداء استثنائي يحيي الأغاني التي لا تحدد فقط حقبها الزمنية، بل حقب النساء عبر الأجيال." تتناول نصوصها قضايا النساء وهشاشتهن. في أغنيتها "Se Quiere, Se Mata" من ألبوم "أقدام حافية"، "تطرقت إلى مخاطر الإجهاض غير الآمن عندما لا تتوفر خيارات قانونية." وُصف أسلوبها الغنائي بأنه "متموج"، وكتابة أغانيها بأنها "اعترافية"، ومضمون كلماتها بأنه "شاعري". ترتكز موسيقاها على عنصرين: "غيتار الروك والإيقاعات اللاتينية".
في عام 2017، علقت الصحفية كيت موزر من قناة دويتشه فيله على "الصوت المعولم" لشاكيرا، قائلة: "إيقاعاتها اللاتينية، المنكهة بعناصر من الشرق الأوسط وعوالم أخرى، والمألوفة بطريقة مريحة بفضل مرورها عبر آلة البوب، تجعلك تشعر كمواطن عالمي." نقلت موزر عن مجلة رولينغ ستون مقارنة بين شاكيرا ونجمات البوب الأمريكيات المعاصرات لها، قائلة إن "اتساع أسلوب شاكيرا الموسيقي - عناصر من الفولك والأنماط الشرق أوسطية واللاتينية التقليدية فوق أساس من الروك والبوب - منحها مصداقية لا تملكها ملكات البوب الأمريكيات المراهقات." وكتبت أن "الصوت المعولم لشاكيرا يمكن أن يكون مهربًا صحيًا [...] في أوقات تُدافع فيها الدول عن حدودها الوطنية بشراسة وتصبح الفروقات الثقافية نقاط خلاف."

#### عصر الشعر الأسود وأسلوب الروك في ألبومي أقدام حافية وأين اللصوص؟
تأثرت شاكيرا بشكل كبير بموسيقى الروك منذ سنوات مراهقتها الأولى، حيث كانت تستمع بشغف إلى فرق وفنانين مثل ليد زيبلين، ميتاليكا، نيرفانا، البيتلز، البوليس، ذا كيور، توم بيتي، وأيروسميث. وقد أشارت شاكيرا إلى أن أغنيتها «تحت ملابسك» (2001) تعبر عن حبها العميق لموسيقى فرقة البيتلز. بالإضافة إلى ذلك، تأثرت أيضًا بنجوم مثل مادونا، شيريل كراو، ألانيس موريسيت، جانيس جوبلين، بيلي هوليداي، مارك أنتوني، وفان موريسون. وأوضحت أن أغنية «استمتع بالصمت» لفرقة ديبيش مود كانت سببًا في اكتشافها لقوة الغيتار الكهربائي، وأشعلت شغفها بالموسيقى.
تذكّرت شاكيرا قناعاتها المبكرة قائلة: "لم يكن لدي أي شك أبدًا، سواء سميت ذلك حدسًا أو رؤية مستقبلية، فقد وُلدت لأمارس هذا الفن وأتواصل مع جمهور واسع. ندائي يشبه نداء الكلب عندما ينبح. كنت أعلم دومًا أنني سأصبح فنانة كبيرة وشخصية عامة". ومع ذلك، فهي شخصية متواضعة جدًا، تتردد في أخذ الفضل لنفسها، وتفضل التواصل مع جمهورها من خلال مشاركتهم إعجابهم بها. كما أشادت بشدة بالمغنية غلوريا إستيفان، التي فتحت أبوابًا كبيرة لموسيقيي أمريكا اللاتينية في الولايات المتحدة، مما سهّل على شاكيرا شقّ طريقها وتحقيق تقدمها لاحقًا.
في أكتوبر 2020، وصف الصحفي لوكاس فيلا شاكيرا بأنها "فتاة الروك ذات الشعر الأسود القادمة من بارانكويلا، كولومبيا، التي تركت بصمتها منذ 25 عامًا" عبر ألبومها «الأقدام الحافية». ففي عمر 18 عامًا، كانت شاكيرا تملك السيطرة الكاملة على عملها، وعبّرت عن نفسها من خلال شعر غنائي بديع، مما عرّف العالم عليها. وفي ألبومها «أين اللصوص؟» الصادر عام 1998، مزجت بين موسيقى الروك اللاتينية وعناصر من موسيقى البوب والموسيقى الشرق أوسطية، بكلمات ورقصات تعكس تراثها اللبناني. وبعد سنوات من التطور الفني والشخصي، قال فيلا إن "جوهر شاكيرا المتمرد والحر لا يزال كما هو"، فهي لا تزال فنانة روك، ولا تزال نجمة بوب.
تجلت مهارات شاكيرا الأصيلة في موسيقى الروك بشكل واضح خلال جولة «الأقدام الحافية» التي امتدت من أكتوبر 1995 حتى أكتوبر 1997، وقدّمت خلالها أكثر من 118 عرضًا، من بينها حفلات في مسرح "الأوديتوريو الوطني" في مكسيكو سيتي، ومهرجان "فينا دل مار" في تشيلي عام 1997. وتابعت تلك الجولة بجولات أخرى مثل «الجولة البرمائية» (2000)، و«جولة النمس» (2002–2003)، وأصدرت خلالها تسجيلات حية، منها حفلتها في مدينة روتردام.
تُعرف ألبومات شاكيرا الأولى، والتي تعود إلى "عصر الروك والشعر الأسود"، مثل «الأقدام الحافية» و«أين اللصوص؟»، بتركيزها الواضح على موسيقى الروك، مع دمجها لعناصر من الموسيقى الشعبية. وقد تميز ألبوم «الأقدام الحافية» (1995) بصوت قوي وكلمات مباشرة وجمالية شخصية، واحتوى على أنماط موسيقية متنوعة مثل الدانس هول، البوسا نوفا، والباشاتا، ما جعل شاكيرا تحجز لنفسها مكانًا بارزًا على خارطة النجومية العالمية. من أبرز أغاني الألبوم: «أنا هنا»، «أنتولوجيا»، «أين قلبك؟»، «أقدام حافية، أحلام بيضاء»، «يُحب، يُقتل»، «قليل من الحب»، «أحتاجك»، «أريد»، «عد»، «أنتظرك جالسة» (نمط البوسا نوفا)، «أفكر بك»، التي أدتها بصيغة موسعة في جولاتها الغنائية.
في ألبوم «أين اللصوص؟» (1998)، أطلقت شاكيرا موجة من الطاقة المعدية بصوتها الساحر الفريد، الذي تميز بارتجاف داخلي يأسر المستمعين. عبّرت من خلاله عن شخصيتها البوهيمية المتمردة، وبرزت فيه موهبتها عبر أغنيات قوية، بكلمات عميقة وتعليق اجتماعي حاد، أظهر نضجًا فنيًا يفوق عمرها.
من الأغاني البارزة في الألبوم: «عمياء، صماء، بكماء»، التي شكلت صوت الموسيقى اللاتينية مع بداية الألفية الجديدة، مستخدمة موسيقى المارياتشي، وقد كتبتها شاكيرا بالتعاون مع إستيفانو. «ذباب في المنزل»، «لا أعتقد»، «حتمي»، «اليوم الثامن»، «أنت»، «إن رحلت»، «أين اللصوص؟»، «لتعد»، أما الأغنية الختامية «عيون كهذه»، والتي شارك في تأليفها بابلو فلوريس وخافيير جارزا، وأخرجها مارك كوهير، فقد أصبحت مشهورة بمزيجها الموسيقي الجريء ورقصاتها الشرقية الحديثة، التي أدتها شاكيرا والراقصون في الفيديو المصاحب.

#### خدمة الغسيل
صدر ألبوم شاكيرا الأول باللغة الإنجليزية بشكل كبير بعنوان "خدمة الغسيل" عام 2001، ومن خلال هذا الألبوم وأعمالها التالية، تنقلت بين أنماط مختلفة من موسيقى الشعبية، والروك الشعبي، والشعبية اللاتينية. ويُعتبر هذا الألبوم مزيجًا من موسيقى البوب والروك، مع تأثيرات متنوعة من أنماط وأساليب أخرى. وعزت شاكيرا هذا التنوع إلى أصولها المختلطة وخلفيتها الثقافية، حيث قالت: "أنا مزيج. هذه هي هويتي. أنا مزيج بين الأبيض والأسود، وبين البوب والروك، وبين ثقافات متعددة — بين والدي اللبناني وأصول والدتي الإسبانية، وبين الفولكلور الكولومبي والرقص الشرقي الذي أعشقه، إلى جانب الموسيقى الأمريكية."
كانت شاكيرا أول فنانة من أمريكا اللاتينية تعبر إلى الساحة الموسيقية الأمريكية وتحصل على تقدير نقدي من الصحافة المتخصصة في موسيقى الروك في الولايات المتحدة. وأوضحت أن دافعها لدخول السوق الناطقة بالإنجليزية كان فكريًا بحتًا، رغبة منها في التعرف على ثقافات جديدة، وبناء جسور تفاهم، وتحقيق نمو شخصي. وقالت في مقابلة عام 2002: "أشعر أن ملعب لعبي بات أوسع الآن، وأنا أتواصل مع ثقافات مختلفة، وآمل أن أتمكن من تقريب المسافات والاختلافات بيننا. إنها رحلة ومغامرة، وأشعر أنني في مهمة أنثروبولوجية."
تجلت التأثيرات العربية والشرقية بوضوح في أغنيتها الشهيرة "عيون كهذه" من ألبومها "أين اللصوص؟"، وقد أُدرجت النسخة الإنجليزية منها بعنوان "عيون مثل عيونك" ضمن ألبوم "خدمة الغسيل". كما برزت في الألبوم تأثيرات من موسيقى أمريكا الجنوبية، مثل التانغو الأرجنتيني، حيث قدّمت شاكيرا نسخة روك من أغنية "اعتراض (تانغو)"، متضمنة مقطعًا غنائيًا يُظهر قدرتها على أداء نوع فريد من الغناء السريع (الراب). وقد أشاد النقاد بكلماتها التي تميزت بالعمق والغرابة، وبأدائها القوي والمتنوع. كما لاقت أغنيتها ذات الطابع الصخري "قصيدة لحصان" استحسانًا كبيرًا لما قدمته من مزيج فريد بين عزف الغيتار وصوت الأبواق، مما خلق تأثيرًا موسيقيًا فريدًا ومميزًا.
قالت شاكيرا آنذاك: "موسيقاي هي خليط من عناصر متنوعة، وأنا دائمًا أجرب وأتحدى نفسي لكي لا أقيد نفسي ضمن إطار واحد أو أصمم سجنًا خاصًا بي." وقد استلهمت من موسيقى آسيا، وخصوصًا الموسيقى الهندية، التي أثرت في أعمالها وحتى في رقصها. وبفخر بأصولها العربية، صرحت في مقابلة مع تلفزيون برتغالي بأن الكثير من حركاتها مستمدة من الثقافة العربية. كما تأثرت بالموسيقى الفلكلورية في أمريكا الجنوبية، وخصوصًا في منطقة الأنْدِيز، واستخدمت آلات موسيقية تقليدية من تلك المنطقة في أغنيتها الناجحة عالميًا "أينما كنت" / "حظ"، والتي ساعدت في ترسيخ مكانتها كنجمة على الساحة العالمية.
في الفيديو الموسيقي لهذه الأغنية، بنسختيها الإسبانية والإنجليزية، قدمت شاكيرا رقصات الورك المميزة التي أصبحت لاحقًا علامتها الفنية، وطوّرتها بشكل بارز في عروضها الحية. ويضم الألبوم أيضًا أغانٍ راقصة مثل "جاهزة للأوقات الجيدة"، وأغانٍ عاطفية (بالاد) مثل "الواحد"، وستّ ستّ "تحت ملابسك"، و"كي تبقى لي"ستّ ستّ ، وغيرها من الأعمال التي تنوّعت بين الإيقاعات السريعة والهادئة.
ووفقًا للصحفية إيزابيليا هيريرا، فإن فيديو أغنية "تحت ملابسك" كان بمثابة تقديم واعٍ لشاكيرا إلى جمهور اللغة الإنجليزية، حيث استُخدم الحوار الافتتاحي بينها وبين الصحفي الذي يطلب منها التحدث بالإنجليزية كنقطة تحوّل أساسية في انطلاقتها الدولية. وأشادت هيريرا بأسلوب شاكيرا الغنائي الفريد وقدرتها على التعبير عن القوة والإثارة من خلال أغاني العاطفة القوية، واعتبرت ألبوم "خدمة الغسيل" مجموعة موسيقية مميزة تجسّد عالم شاكيرا الموسيقي والجسدي على حد سواء.
يمثل ألبوم "خدمة الغسيل" نقطة الانطلاق لترسيخ شاكيرا كفنانة متعددة المواهب قادرة على التنقل بسلاسة بين أنماط موسيقية متعددة، ويُعد الأساس لرؤيتها الموسيقية الهجينة التي استمرت في تطويرها في أعمالها اللاحقة.

#### التثبيت الشفهي (الجزء الأول والثاني) والذئبة
صدر الألبوم الإسباني التثبيت الشفهي الجزء 1 عام 2005، وضم الأغنية الشهيرة العذاب بالتعاون مع أليخاندرو سانز، التي جمعت بين إيقاعات الريغيتون وعناصر الدانس هول، ولاقت انتشارًا واسعًا حتى على محطات اللغة الإنجليزية. تركز الألبوم بشكل رئيسي على أغاني البوب، وتضمن عدة أغان منفردة ناجحة مثل لا، يوم يناير وتلك التي تأتي من الحدس. قام شاكيرا ولويس فرناندو أوتشوا بتأليف الموسيقى للأغاني ذات الطابع الساynth-pop مثل العذاب، بالإضافة إلى عدة بالادات منها الجدار ويوم خاص. كما اشتمل الألبوم على تحية موسيقية تقليدية لأسلوب البوسا نوفا في أغنية الحصول على نعم.
أما الألبوم الشقيق التثبيت الشفهي الجزء 2 (2005)، فقد كان عودة واضحة لشاكيرا إلى موسيقى البوب والروك السائدة. حققت أغنية الوركين لا تكذب بالتعاون مع وايكليف جين نجاحًا كبيرًا، حيث مزجت بين السالسا والريغيتون والكمبيا مستخدمة عينة من جيري ريفيرا. احتوى الألبوم على أغانٍ متنوعة بين روك الجيتار مثل لا تزعجني، وأغانٍ تعاونية مع فنانين كبار مثل كارلوس سانتانا في غير قانوني. تميز الألبوم باستكشاف شاكيرا لأراضٍ موسيقية جديدة وأسلوبها الفريد في استخدام الكلمات الإنجليزية، كما ظهر ذلك في أغانٍ مثل كيف حالك، والزي يصنع المهرج، ومدينة الحيوان. أظهرت بعض القطع مزيجًا مميزًا بين الجيتارات الروكية والنحاسيات اللاتينية، كما في أغنية شيء ما. شارك في تأليف موسيقى عدة أغاني شخصيات مثل تيم ميتشل وبريندان باكلي، بينما كتبت شاكيرا بنفسها كلمات وموسيقى أغنية الاحتجاج تيمور. جرى إنتاج الألبوم بالكامل من قبل شاكيرا.
في عام 2009، أصدرت شاكيرا ألبوم ذئبة، وهو ألبوم إلكتروبوب يتميز بأغنيته الرئيسية ذئبة ونظيرتها الإسبانية لوبة. تميز الألبوم بصوته الإلكتروني والنغمة الراقصة الموجهة إلى النوادي الليلية، متأثرًا بأصوات فنانات مثل ريهانا وليدي غاغا وبيونسيه، وظهر فيه تغير واضح عن أسلوبها السابق. استلهمت شاكيرا في هذا العمل موسيقاها من تأثيرات متنوعة من أفريقيا، وكولومبيا، والهند، والشرق الأوسط، محاولة دمج الموسيقى الإلكترونية مع أصوات عالمية كالدفوف والكلارينت والموسيقى الشرقية والهندية والدانسهول. أطلقت نسختين من أغنية ذئبة باللغتين الإنجليزية والإسبانية مع فيديوهات جسدت فيها شاكيرا صورة أكثر جرأة وإثارة، وهو ما وصفه أحد المراجعين بأنه تعبير صريح لرغباتها لم يظهر بشكل واضح في أعمالها السابقة. أوضحت شاكيرا أن الألبوم يعكس مرحلة نضجها وتمكنها من التعبير بحرية أكبر عن رغباتها، معتبرةً أن هذه التجربة لم تكن لتتم عندما كانت في العشرين من عمرها. رغم الطابع الجنسي للألبوم، فقد تحول نشيد ذئبة إلى رمز لحركات مجتمع الميم، التي دعمتها شاكيرا بدورها. كما أشارت إلى أن شخصية الذئبة تمثل حاجة الناس للخيال والهرب إلى عالم مختلف.
وصفت شاكيرا الألبوم بأنه "رحلة صوتية تجريبية" حيث بحثت عن مزج الموسيقى الإلكترونية مع موسيقى شعبيّة من دول مختلفة، مثل الموسيقى الشرقية والهندية والدانسهول. تضمن الألبوم أغاني مثل أشياء جيدة، سنوات ضوئية ذات الطابع الإسباني والشرقي، لماذا الانتظار، لقد فعلتها مرة أخرى، ورجال في هذه المدينة التي تعبّر عن الروح الراقصة للألبوم.

#### أشرقت الشمس وشاكيرا
كان من المقرر أن يكون ألبوم شاكيرا التالي، تشرق الشمس (2010)، الذي غلبت عليه اللغة الإسبانية، عودة إلى بداياتها، ولهذا السبب يختلف اختلافًا كبيرًا عن الألبوم السابق له. يحتوي الألبوم على أغاني بالاد (أغاني بطيئة رومانسية)، وأغانٍ روك، وأغاني رقص لاتيني. من بين الأنماط الموسيقية المستخدمة في هذا الألبوم المتنوع الريغيتون، الميرينغي، والكمبيا. كما تم تضمين النسختين الإنجليزية والإسبانية من الأغنية التي صدرت سابقًا واكا واكا. تعاونت شاكيرا في هذا الألبوم مع الفنان إل كاتا في أغنية مجنونة، ومع بيتبول في أغنية رابيوسا، ومع ريسيدينتي في أغنية غورديتا. يُغني ريسيدينتي رابًا عن «تفضيله لشاكيرا عندما كانت أكثر امتلاءً، ذات شعر داكن وكانت تؤدي موسيقى الروك»، وهي فعلاً كانت تبدو «أكثر امتلاءً» عندما كانت تبلغ من العمر 18 عامًا، في وقت حفل إطلاق ألبومها حافي القدمين عام 1995 في بوغوتا.
يبدأ ألبوم تشرق الشمس بأغنية روك لحنية تحمل نفس الاسم كتبها شاكيرا و إل. إف. أوتشوا. أما البالاد قبل السادسة فكانت من تأليف شاكيرا ولستر مينديز. أغنية الميرينغي البوب مدمنة عليك، ورغم عنوانها، تغنى في معظمها باللغة الإسبانية. أغنية البالاد الحزينة ما أكثر ما... هي من عمل شاكيرا وألبرت مينينديز. جزر هي نسخة شاكيرا من أغنية تحمل نفس الاسم لفرقة الإكس إكس.
في ألبوم شاكيرا (2014)، تتراجع شاكيرا في معظم الأحيان إلى نطاق البوب الروك السائد، والبوب المعاصر، والموسيقى الريفية (الكانتري). قدمت الألبوم قبل صدوره بقولها: «أنا كافية. بكل عيوبي وكل شيء. لذا ما أقدمه لكم الآن هو مجرد ذلك. شاكيرا. لا أكثر. قليل من الروك، قليل من الفولك، قليل من الريغي وطبعًا بعض الرقص — لكن كالعادة، وقبل كل شيء، الكثير من القلب». من أشهر الأغاني في الألبوم أغنية البالاد الإمبراطورية، وأغنية الريغي روك لا أستطيع أن أتذكر أن أنساك التي تشاركها فيها ريهانا (أو تغنيها شاكيرا منفردة باسم لا أتذكر أبدًا أن أنساك). كما تضم الألبوم أغنية تحدّي (لا لا لا)، والتي كانت واحدة من أغاني بطولة كأس العالم لكرة القدم 2014. أما أغنية مطاردة الظلال فقد وُصفت بأنها «لحظة إلكتروبوب رائعة». أغنية البوب الريفي الدواء هي تعاون مع بليك شيلتون.

#### الدورادو
صدر ألبوم إل دورادو (2017)، الذي استُوحي اسمه من مدينة الذهب التي تخيلها شعب الموييسكا في كولومبيا، ليبرُز بتنوعه الموسيقي اللافت وفخره الثقافي، ويوفر للمستمع كنزًا موسيقيًا غنيًا. من بين أغاني الألبوم الناجحة يأتي الريغيتون "تشانتاجي" مع مالوما وفاليناتو "لا بيشيسيكلتا" مع كارلوس فيفيس. تستخدم شاكيرا في هذا الألبوم أنماط موسيقى المدينة الحضرية. أغنية "مي إناموري" تعبّر عن حب شاكيرا لجيرارد بيكيه في تلك الفترة، وتتناقض بشكل واضح مع موضوع ألبومها التالي "النساء لم يعدن يبكين". في "تونيلاداس"، وهي بالاد كتبها مع لويس فرناندو أوتشوا، تُبرز شاكيرا قدرتها التعبيرية وهي سعيدة بـ "أطنان هائلة من الحب". أما أغنية "ديخا فو"، وهي مزيج حسي من الباتشاتا، فتشارك فيها برنس رويز. ومع ذلك، وفقًا لنقاد مجلة بيلبورد، فإن رسالة أغنية "عندما تكون امرأة" تتناقض بشدة وبشكل مزعج مع جوهر تمكين المرأة في ألبوم "النساء لم يعدن يبكين".
يحتوي الألبوم على العديد من الأغاني اللحنية المميزة. بالاد "نادا" من تأليف شاكيرا ولويس فرناندو أوتشوا، وكذلك أغنية "أماريو". أغنية الريغيتون "بيرو فيل" يشارك فيها نيكي جام، وشاكيرا تغني "ترب" مع مالوما. أغنية "كوم موا" التي تتميز بأسلوب فريد ون nostalgic، تقدم بنسختين: يغني فيها بلاك إم ويراب بالفرنسية في واحدة (ترافقها فيديو كليب)، وفي النسخة الأخرى يغني MAGIC! باللغة الإنجليزية.

#### النساء لم يعدن يبكين
بسبب «سحبها نحو الأسفل» من شريكها السابق جيرارد بيكيه، على حد تعبير شاكيرا، استغرق الأمر منها سبع سنوات قبل أن تُصدر ألبومها التالي النساء لم يعدن يبكين (مارس 2024). وقد وُلد هذا الألبوم، الذي يضم 16 أغنية غنية ومتنوعة، من رحم الانفصال، معبرًا عن مشاعر شاكيرا المرتبطة به. وُصفت هذه النقلة بأنها «تحول مذهل»، حيث حوّلت الفنانة ألمها إلى ذهب موسيقي، ليُصبح واحدًا من أكثر أعمالها نيلًا للثناء. استخدمت شاكيرا فيه طيفًا من الأنماط والمزاجات الموسيقية، منها نمط "الأفروبيت" في أغنية ناسو، وموسيقى "الباتشاتا" العاطفية في رتابة، وإيقاعات "تيكس-مكس" (المزيج المكسيكي-التكساسي) في (بين قوسين). أما أغنية كيف وأين ومتى، فهي «إحياء باهر لجذور شاكيرا في موسيقى الروك».
وصفَت شاكيرا نفسها بأنها تمرّ بمرحلة من «البقاء والتأمل»، وتحتفي خلالها بـ«قوة الأنوثة». وبينما تواصل «صياغة الألحان والكلمات التي تستحضر الألم والعاطفة والجاذبية»، تُغني بمفردها في أغانٍ مثل وقت بلا رؤياك وأخيرة، أو تتعاون مع فنانين مثل كاردي بي، كارول جي، أوزونا، فرقة فرونتيرا، أو راو أليخاندرو. أما مع منسق الأغاني الأرجنتيني بيزاراب، فقد أنتجت أولًا جلسات بيزاراب الموسيقية – المجلد 53، التي وُصفت بأنها «رسالة فراق متوحشة بلا اعتذار» إلى شريكها السابق، وأصبحت «نشيدًا أيقونيًا لتمكين النساء». يتضمن ألبوم النساء لم يعدن يبكين نسختين من المجلد 53. ويظهر في الفيديو شاكيرا وبيزاراب أثناء أدائهما للأغنية داخل الاستوديو، بينما استُخدم ريمكس تييستو للأغنية في عرض موسيقي أقيم في ميدان تايمز سكوير، حيث ظهرت شاكيرا بالغناء والرقص.
في أغنية التصويب الافتتاحية التي تنتمي إلى البوب الإلكتروني، تغني شاكيرا وتغني وتؤدي الراب كاردي بي، وتدور أحداث الفيديو المصاحب في بيئة أسطورية. القوية هي مقطوعة أخرى من البوب الإلكتروني من إنتاج بيزاراب. أما أغنية وقت بلا رؤياك، فهي من نوع "الروك البوب" البديل، وتتميز بإيقاعات راقصة ناعمة، وتُغني فيها شاكيرا بصوتها الروكّي القوي. في صاروخ، وهي لؤلؤة من البوب الراقص النابض والمفعم بجاذبية مستقبلية، تُشارك شاكيرا الغناء مع راو أليخاندرو. أما أخيرة، وهي بالاد (أغنية بطيئة) تعتمد على عزف البيانو، فكانت آخر أغنية أصرّت شاكيرا على إضافتها إلى الألبوم، لأنها أرادت أن تروي من خلالها «كيفية التوصل إلى تقبّل نهاية العلاقة، وترك الماضي خلفها». صُوّر فيديو الأغنية في يوم بارد داخل مترو مدينة نيويورك.
كانت أُهنئك أول أغنية منفردة أطلقتها شاكيرا من الألبوم المرتقب، وهي تعاون آخر مع راو أليخاندرو. تنتمي الأغنية إلى مزيج من الريغيتون والبوب الإلكتروني، وتمثل «تمهيدًا لموقف شاكيرا الجريء وغير المقيّد» في كلمات ألبومها النساء لم يعدن يبكين. أما الأغنية الضاربة لن تعودي مثل أمس والفيديو المصاحب الذي صوّرته مع كارول جي، فتميزت كلماتها بـ«الحدة ورفض الاعتذار»، وقد استُلهمت من تجارب شخصية متشابهة عاشتها الفنانتان. بالاد أكروستيك هي «رسالة مفتوحة صادقة ومؤثرة من شاكيرا إلى طفليها»، ويشاركها ميلان وساشا الغناء وعزف البيانو في الأغنية. كأس فارغ، وهي أغنية ريغيتون أخرى تُؤدى مع مانويل توريثو، تُعرف بفيديو "حورية البحر" الشهير الذي تظهر فيه شاكيرا على هذا النحو. أما الرئيس، فقد أُنتجت بالتعاون مع فرقة "فويرزا ريخيدا" الإقليمية المكسيكية، وقد قالت شاكيرا إن موضوع الأغنية يدور حول «إساءة استخدام السلطة».
كتبت بوتينا شوكران أن ألبوم شاكيرا النساء لم يعدن يبكين يُعد «نظرة صادقة بشكل صارم إلى انفصالها»، حيث تشير فيه الفنانة إلى «عودة مدروسة وفي الوقت المناسب إلى جذورها». لكنها أضافت: «في جوهره، هو ألبوم بوب مُوجّه للجمهور العام»، حيث تخوض الفنانة «مجازفات كبيرة وتوسّع هيمنتها».
في سبتمبر 2024، أصدرت شاكيرا أغنية عازبة، التي تتسم بالحيوية والتأثير بنمط "الأفروبيت". وتركز شاكيرا في هذه المرحلة على طفليها ومسيرتها الفنية، إذ تمجّد في الأغنية فضائل ومتعة العيش بدون شريك ذكري. تبع الأغنية في أكتوبر إصدار الفيديو الخاص بها، والذي «يتمحور حول ليلة خالية من الهموم تقضيها مع صديقاتها»، ومعظمهن من المشاهير النساء. وفي مايو 2025، حصدت أغنية عازبة جائزة "أغنية أمريكا اللاتينية المفضلة" من حفل جوائز الموسيقى الأمريكية، ما جعل شاكيرا أكثر فنانة لاتينية حصولًا على الجوائز في تاريخ هذا الحفل.

### الرقص والظهور المسرحي
تُكرّس شاكيرا نفسها للرقص إلى جانب الغناء، وهي تنسب الفضل في تخلّصها من الخجل إلى رقصها المستوحى من الرقص الشرقي. ويُقال إن أسلوبها المميز يمزج بين الرقص اللاتيني ورقص البطن الشرقي، الذي تأثرت به بسبب جذورها اللبنانية. كما قالت شاكيرا: «لأن والدي من أصول لبنانية مئة بالمئة، فأنا مخلصة للأذواق والأصوات العربية». وقد صرّحت لشبكة MTV بأنها تعلّمت رقص البطن بمحاولة تحريك قطعة نقدية باستخدام بطنها. وقد أُشير إلى اهتزاز خصرها في أغنية "Brave Honest Beautiful" لفرقة Fifth Harmony، حيث تتفاخر العضوات بقدرتهن على «الرقص مثل بيونسيه» و«الاهتزاز مثل شاكيرا».
في بداياتها الفنية، كانت عروض شاكيرا الحية تُعرف بقلّة العناصر الإنتاجية، إذ كانت تعتلي المسرح بأقل قدر من المكياج، ومن دون راقصين خلفيين أو بعدد قليل منهم حتى جولة El Dorado World Tour. وقد كانت تفضّل التركيز على صوتها وحركاتها الراقصة وحضورها المسرحي. لكنها اعترفت لاحقًا بأنها «تاهت لسنوات في دوامة من مصففي الشعر وفناني المكياج والمساعدين»، غير أنها أعلنت في عام 2006 «استعادة صورتها» وبدأت تضع مكياجها بنفسها.
تحدثت شاكيرا مرارًا عن كونها «مهووسة بالتحكّم»، ورغبتها في تولّي كل شيء بنفسها ضمن «سفينتها». وقالت: «أنا منخرطة في كل جانب من جوانب مسيرتي. أنا المتحكمة الكاملة. أحيانًا أشعر وكأن عقلي سينفجر، لكن لا يمكنني تغيير ذلك. حاولت التفويض، لكن صدقوني، الأمر لا ينجح». وعن كمالها المتطلّب، صرّحت: «لست واثقة كما يعتقد الناس». [...] «ما زال هناك ذلك الوحش في داخلي الذي يريد أن يفعل كل شيء على نحو أفضل وبالشكل الصحيح».
يُعدّ المسرح المكان العام الوحيد الذي تشعر فيه شاكيرا بالتحرر الكامل. فهي تستمتع كثيرًا بالغناء أمام الجماهير الكبيرة، لكنها تشعر بعدم الراحة عندما يكون عدد الحضور قليلاً. وقالت: «المسرح والجمهور والأضواء وتصفيق الناس يلبسني. لكن حين تُنزع عنك كل تلك العناصر وتبقى مع صوتك فقط، يصبح الغناء عملاً خاصًا وحميمًا للغاية، لأنه تعرية للروح».
منذ عشرينيات عمرها، بدأت شاكيرا تصبغ شعرها الأسود باللون الأشقر، وأصبحت لاحقًا تغني حافية القدمين. وقد تعرّضت لانتقادات واتُّهِمت "ببيع نفسها" بسبب صبغ شعرها بلون فاتح، لكنها ردّت على ذلك في مقابلة قائلة: «لم يكن الأمر مدروسًا. لم أقل: أوه، أريد أن أصل إلى الجمهور الأميركي، دعوني أصبح شقراء وأضع عدسات زرقاء وأُفتح بشرتي. لم أرد أن أبدو بيضاء. كنت فقط أعتقد أن تجعيدات شعري تبدو رائعة بأسلوب أشقر يشبه الشاطئ».
بين عرضها MTV Unplugged عام 1999 وحفلها في Roseland Ballroom في مانهاتن عام 2001، تغيّر مظهر شاكيرا على المسرح بشكل جذري. وقال الصحفي فرانك كوغان من The Village Voice في ديسمبر 2001: «مظهرها السابق كان جميلًا أيضًا، لكن الجديد أكثر صلابة وجرأة». أما تيد كيسلر من The Observer، فقد كتب عام 2002 أن شاكيرا «كانت تبدو كأنها نسخة لاتينية من بريتني سبيرز»، بشعرها الأشقر المجعّد وقامتها الصغيرة (خمسة أقدام فقط)، «لكن ما إن فتحت فمها للغناء، حتى انطلقت بقوة وتجاوزت بريتني التي كانت تكتفي بالهمسات المتكسرة وحركات الإغراء».

### كتابة الأغاني
أشاد المدير التنفيذي في صناعة الموسيقى ومدير الفنانين ميرك ميركوريديس بمسيرة شاكيرا في كتابة الأغاني، قائلاً: "ما لا ينبغي لأحد أن يغفله هو أنها من أكثر كتاب الأغاني جدية ونجاحًا خلال الـ 25 سنة الماضية، حيث كتبت أو شاركت في كتابة كل أغنية تقريبًا سجلتها". أما إيزابيليا هيريرا (محررة موسيقية وناقدة وقيّمة فنية) فقد وصفت كتابة شاكيرا للأغاني بأنها "مميزة وجذابة وفريدة من نوعها". كتبَت شاكيرا مئات الأغاني، تحولت منها العشرات على الأقل إلى أغانٍ ناجحة وشهيرة على نطاق واسع.

### الغناء
تتمتع شاكيرا بصوت كونترالتو مميز، وتُعرف بصوتها الغنائي "الفريد والجذاب"، الذي يتميز باستخدامها لصيحة الغناء الشهيرة لديها المعروفة بـ"اليودل"، والتي أصبحت بمثابة سمة مميزة لها. وقد وصفها تيد كيسلر بأنها تتمتع بـ"مدى صوتي يعادل مغنية أوبرا". أما إيفان رايت من مجلة رولينغ ستون، فكتب عام 2002: "إنها فنانة روك بكل ما في الكلمة من معنى. غناؤها قوي ومشحون بالعاطفة، وأسلوبها يحمل طابعًا آسرًا سواء على المسرح أو في التسجيلات".
ذكرت ألكسندرا زاكاريلا في مجلة (جمعية كلية الموسيقى) التابعة لجامعة تكساس في تايلر أن "الأسلوب الصوتي لشاكيرا يشبه إلى حدّ كبير النداء الجبلي الإسباني (اليودل)، وأن أصولها العربية تؤثر بوضوح في الزخارف الصوتية التي تستخدمها، وفي توظيفها لسلالم موسيقية غير شائعة، مثل السلم المزدوج النغمة وسلّم اللوكريان الكبير في مؤلفاتها الغنائية".

### الآلات الموسيقية
تحدّث فنّي الغيتار المحترف درو فوب، الذي عمل مع شاكيرا في عدد من جولاتها، عن مهارتها في العزف على الآلات الموسيقية قائلاً: «إنها تعزف الغيتار بشكل جيد تمامًا. تعزف الغيتارين، الصوتي والكهربائي، على المسرح. لا يوجد شيء يحدث على المسرح إلا وهي تملك السيطرة الكاملة عليه، من النغمات، إلى الترتيبات الموسيقية، إلى المظهر العام لكل شيء. يمكن القول إن العرض كله بمثابة طفلها. هي ليست مهووسة بالمعدات، لكنها تعرف تمامًا كيف تريد أن يبدو صوت كل آلة موسيقية على المسرح. [...] المظهر الجمالي لأي قطعة من المعدات لا يقل أهمية عن صوتها بالنسبة لشاكيرا».
وفي عروضها الصخرية قبل ألبوم خدمة الغسيل، كانت شاكيرا تعزف على آلة الهارمونيكا بشكل واسع.

## الإرث
تُعد شاكيرا شخصية بارزة في الموسيقى اللاتينية والعالمية. وقد وصفها ستيف هيوي من موقع "كل الموسيقى" في 22 تشرين الثاني/نوفمبر 2009 بأنها «ديفا مبدعة بشكل مدهش، خلقت موسيقى شعبية عابرة للثقافات، تستند إلى أصلها الكولومبي لكنها تشمل تقريبًا كل مناطق العالم. عُرفت بأسلوبها الهجومي المتأثر بموسيقى الروك، وتمتعت بدرجة استثنائية من الاستقلال الإبداعي في موسيقاها، لا سيما بالنسبة لفنانة؛ فقد كتبت أو شاركت في كتابة جميع أغانيها تقريبًا، مما أكسبها سمعة كواحدة من أكثر كتّاب الأغاني شعرية وطموحًا في الموسيقى اللاتينية. وعندما أصدرت أولى أعمالها باللغة الإنجليزية أواخر عام 2001، أصبحت نجمة موسيقى شعبية فورية بفضل إحساسها الشعري الغريب وصورتها المثيرة المبنية على حركات الرقص الشرقي التي تهتز فيها الوركين».
وصفتها فيونا ستيرجز من صحيفة "الاستقلال" بأنها «ظاهرة عالمية». وأشارت إلى فوزها بجائزة «أفضل فنانة» في جوائز «الاتحاد الموسيقي الأوروبي» لعام 2005، متفوقة على غوين ستيفاني وأليشيا كيز وميسي إليوت وماريا كاري. أما سكوت مالكومسون في صحيفة "نيويورك تايمز" فقد كتب عام 2009 أن «بفضل أصول شاكيرا اللبنانية وأغانيها باللغة الإنجليزية، كما في أغنيتها الثنائية اللغة "الأرداف لا تكذب" مع المغني الهايتي الأمريكي وايكليف جون، أثبتت أنها يمكن أن تكون فنانة لاتينية عالمية. ومع ذلك، ما زالت ملتزمة بهويتها الأمريكية اللاتينية». وفي عام 2018، اعتبرتها صحيفة "نيويورك تايمز" «عملاقة الموسيقى الشعبية اللاتينية»، مشيرة إلى إنتاجها المستمر خلال ثلاثة عقود في أنماط موسيقية متعددة مثل الروك، والموسيقى الشعبية، والريغيتون.
وفي كانون الثاني/يناير 2021، وصفها ميرك ميركوريديس من صندوق «هيبغنوسيس لحقوق الأغاني» بأنها «ملكة الموسيقى اللاتينية»، مشيدًا بكونها من أكثر الكاتبات جدية ونجاحًا خلال 25 سنة، حيث كتبت أو شاركت في كتابة كل أعمالها تقريبًا.
ويتميّز نجاح شاكيرا العالمي بكونها أول نجمة من أمريكا الجنوبية تحقق اختراقًا عالميًا، خلافًا لمغنيات أصولهن لاتينية وُلِدن في الولايات المتحدة مثل جنيفر لوبيز أو غلوريا إستيفان أو إنريكي إغليسياس. وأشار البعض إلى صعوبة تفريق النقاد الغربيين بين الفنانين اللاتينيين المولودين في أمريكا وبين أولئك الذين نشأوا في أمريكا اللاتينية.
ألهمت شاكيرا العديد من الفنانين اللاتينيين لمحاولة دخول السوق الأمريكية، من بينهم بولينا روبيو، التي كتبت عنها قناة "إم تي في": «لا شك أن شاكيرا فتحت الأبواب لفنانين مثل روبيو». وبحسب مجلة "سبين"، مهدت الطريق لفنانين مثل مالوما وجاي بالفين. واعتبرت صحيفة "إل كورييو ديل غولفو" أنها فتحت الطريق أمام عدة نجوم لاتينيين. وفي مجلة "ذا بيبر" عام 2020 كتبوا: «بفضل تأثير شاكيرا، أصبحت كولومبيا مركزًا للمواهب الموسيقية مثل جاي بالفين ومالوما وكارول جي».
وفي أيلول/سبتمبر 2017، وصفتها مجلة "تايم" بأنها «أسطورة الموسيقى الشعبية». وفي كانون الأول/ديسمبر 2020، وصفتها "الترفيه الليلة" بأنها «واحدة من أكثر الفنانين تأثيرًا في القرن الحادي والعشرين». وقد لُقبت بـ «ملكة الاختراق العالمي» من قبل مجلة "الإيكونوميست"، و«ملكة كأس العالم» من قبل مجلة "بيلبورد"، و«ملكة البوب في أمريكا اللاتينية» من قبل موقع "بيتشفورك". كما ذكرت "بيلبورد" أن فيديوهاتها أعادت تعريف دور الرقص في الأغاني المصورة، وصنّفتها كأفضل مغنية لاتينية في هذا المجال.
ينسب كتاب ريغيتون الصادر عن مطبعة جامعة دوك الفضل إلى شاكيرا في تعميم هذا النمط الموسيقي في أمريكا الشمالية وأوروبا وآسيا. وقبل إصدار ألبومها الذي حمل اسمها، كتب برنامج "بي بي إس كوربروغرام" أن غلوريا إستيفان وريكي مارتن وشاكيرا هم نجوم العصر الذهبي للموسيقى اللاتينية، الذي أعاد تشكيل المشهد الثقافي الأمريكي في القرن الحادي والعشرين.
ولا يقتصر تأثير شاكيرا على الغرب فقط؛ فقد تركت بصمة في الثقافة العربية كذلك. كتب أندرو هاموند في كتابه الثقافة الشعبية في العالم العربي: الفنون والسياسة والإعلام أن مغنيات مثل نوال الزغبي وسميرة سعيد تأثرن بنجاح شاكيرا وأصولها اللبنانية التي تُعد مصدر فخر. ووصفتها صحيفة "إل كورييو ديل غولفو" بأنها أكبر سفيرة للموسيقى الشرقية في العالم الغربي.
في عام 1999، كانت الحلقة الخاصة بشاكيرا في سلسلة "العزف غير المصحوب" أول عرض كامل باللغة الإسبانية في البرنامج، ما شكل نقطة تحول في دخولها السوق الأمريكية. كما عُرض فيديو أغنية "في أي مكان، في أي وقت" بالإسبانية والإنجليزية على قناة "إم تي في" الأمريكية للمرة الأولى، وتبعه فيديو "التعذيب" الذي عُرض بالكامل بالإسبانية من دون نسخة إنجليزية — وهو الأول من نوعه على القناة. وفي عام 2005، أدت شاكيرا أغنيتها مع أليخاندرو سانز في حفل جوائز "إم تي في"، لتكون أول أغنية إسبانية تُؤدى في هذا الحدث.
في عام 2018، اختارت الإذاعة الوطنية العامة الأمريكية أغنية "الأرداف لا تكذب" ضمن أفضل 100 أغنية نسائية في القرن الحادي والعشرين، مشيرة إلى أنها أصبحت الأغنية الأكثر شعبية في تاريخ الريغيتون. كما اعتبرت مجلة "بيلبورد" أغنيتها "واكا واكا (هذه المرة من أجل أفريقيا)" أفضل نشيد في تاريخ بطولات كأس العالم.
في الفترة نفسها، لفتت مؤسسة "الهيئة الأمريكية للمعلومات الدولية" الانتباه إلى قدرة شاكيرا على نقل ثقافتها للعالم. وفي عام 2020، أثنت صحيفة "نيوزيلندا هيرالد" على استمرارها في التألق بعد الانتقال من عصر ما قبل الرقمية إلى العصر الرقمي، بينما وصفتها مجلة "ذا بيبر" بأنها «تتربع على عرش الموسيقى الرقمية وتحقق مليارات من الاستماعات».
في عام 2010، كانت شاكيرا أكثر فنانة تم البحث عنها على محرك "غوغل"، وفي عام 2020، كانت أكثر موسيقي يُبحث عنه عالميًا، وسابع أكثر شخصية تم البحث عنها على الإطلاق.
واختار عدد من الفنانين شاكيرا مصدر إلهام لهم، بل وأبدوا رغبتهم في التعاون معها، مثل ريهانا، تايلور سويفت، سيلينا غوميز، كاتي بيري، كريستينا أغيليرا، جاستن بيبر، مالوما، أوزونا، إد شيران، أنيتا، كاردي بي، وبيونسيه. وفي كانون الأول/ديسمبر 2021، ضمتها منصة "ستَكر" إلى قائمة أبرز الفنانات المؤثرات في القرن الحادي والعشرين، مع الإشارة إلى توازنها بين الشهرة العالمية وجذورها اللاتينية.
ومن أبرز المعجبين بها الكاتب الحائز على جائزة نوبل غابرييل غارسيا ماركيز، الذي وصفها عام 1999 قائلاً: «لا أحد من أي جيل يمكنه الغناء أو الرقص بتلك البراءة الحسية التي يبدو أن شاكيرا اخترعتها». وقد نشر مقالًا يشيد بموهبتها «الاستثنائية» و«نضجها اللافت» و«إرادتها القوية». وأعربت هي عن سعادتها بلقائه، مشيرة إلى وجود «ترابط فكري» بينهما.
أما مجلة "فورتشن" فقد اختارتها عام 2017 ضمن قائمة «أعظم قادة العالم»، معتبرة أنها «قوة لا يُستهان بها في العمل الخيري»، وأنها «أكثر شخصية نسائية متابعة على منصة فيسبوك»، مما أسهم في تعزيز تأثيرها الاجتماعي.

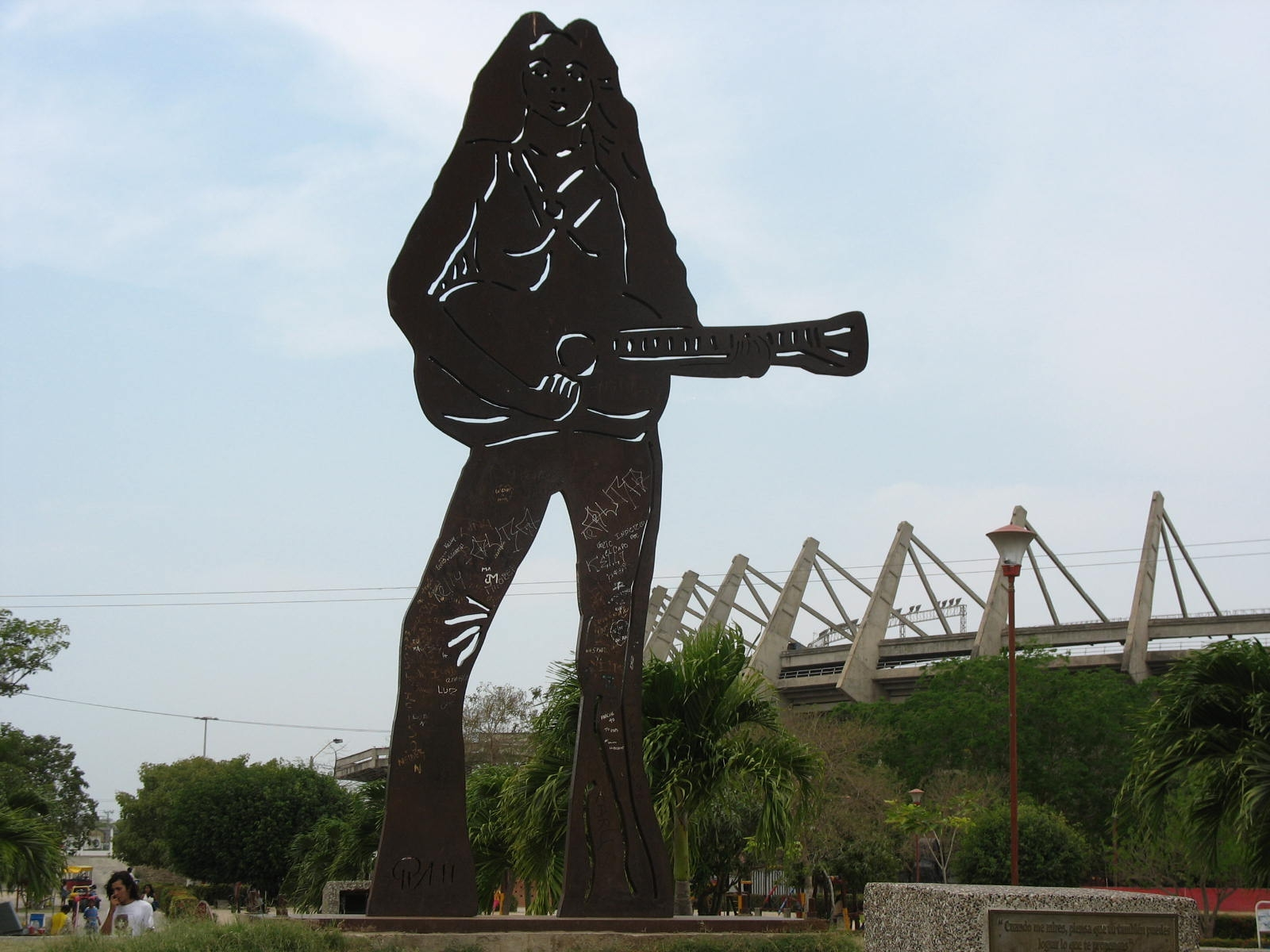
تمثال لشاكيرا في بارانكيا (2006)

وفي تشرين الثاني/نوفمبر 2009، نشرت صحيفة "الغارديان" مقالًا موسعًا بعنوان صناعة القديسة شاكيرا، تناول تأثيرها في التغيير الاجتماعي في كولومبيا وتعاملها مع قادة عالميين، ووصفها بأنها تُعامل باحترام شبه مقدّس. وكتب المؤلف أن «الشك والريبة يتلاشيان في حضرة شاكيرا»، مشيدًا بصلابتها، وواصفًا إياها بأنها «مادونا على الطريق الصحيح».
وفي تشرين الثاني/نوفمبر 2010، قالت صحيفة "الإندبندنت" إن شاكيرا «دليل حي على إمكانية الجمع بين الفن والسياسة»، وأثنت على انفتاحها وقدرتها على التحدث بثقة أمام نخب سياسية عالمية، معتبرة أنها تخلّت عن أن تكون مجرد رمز جنسي، لتصبح فنانة ذكية وواعية اجتماعيًا.
وفي حزيران/يونيو 2024، أعلنت شركة "ديسبيغار" للسفر عن شراكتها مع «الفنانة العالمية الأيقونية» شاكيرا، مشيدةً بها باعتبارها «تحدّت حدود الفن والموسيقى، وأثبتت أنها واحدة من أكثر الفنانات تأثيرًا ومحبة في كل العصور».

### التماثيل والنصب التذكارية
- في عام 2006، نصب تمثال لشاكيرا يزن ستة أطنان ويبلغ ارتفاعه خمسة أمتار في مسقط رأسها في بارانكويلا ، في حديقة بالقرب من ملعب متروبوليتانو روبيرتو ميلينديز.[52]
- في يوليو 2018، زارت شاكيرا قرية تنورين في لبنان، قرية جدتها الكبرى من جهة الأب ووالدها. كما توجهت برفقة مسؤولين إلى محمية أرز تنورين حيث تم تخصيص شجرتين لها، وأُطلق اسمها على ساحة داخل الغابة.[53]
- وفي ديسمبر 2023، كرمت مدينة بارانكويلا مسقط رأس شاكيرا بنصب تمثال برونزي بارتفاع 21 قدمًا في حديقة على ضفاف نهر ماغدالينا. يصور التمثال المغنية ذات الشعر المجعد وهي ترقص رقصة البطن وذراعاها مرفوعتان فوق رأسها، مرتدية تنورة شفافة مزينة بألمنيوم لامع.[54]

## الجوائز والإنجازات
حازت شاكيرا على عدد كبير من الجوائز والتكريمات تقديرًا لمسيرتها الفنية. فقد نالت أربع جوائز غرامي، وخمس عشرة جائزة غرامي لاتينية، ما يجعلها ثاني أكثر فنانة تفوز بجوائز الغرامي اللاتينية. ووفقًا لمجلة "بيلبورد"، كانت شاكيرا قد باعت بحلول إصدار ألبوم خدمة الغسيل عام 2001 عشرة ملايين ألبوم في أمريكا اللاتينية. وتضم ثلاثة من ألبوماتها قائمة الألبومات اللاتينية الأكثر مبيعًا في الولايات المتحدة، وهي: ألبوم الفم المربوط – الجزء الأول في المرتبة الثامنة، وألبوم أين اللصوص؟ في المرتبة التاسعة، وألبوم القدمان الحافيتان في المرتبة الثالثة والعشرين. وبذلك، تُعد شاكيرا الفنانة الأكثر إصدارًا لألبومات لاتينية مبيعًا في الولايات المتحدة. كما يُعد ألبوم الفم المربوط – الجزء الأول الألبوم اللاتيني الأكثر مبيعًا ضمن فئة البوب، وثاني ألبوم لاتيني مبيعًا في الولايات المتحدة خلال عقد الألفينات. أما ألبوم أين اللصوص؟، فهو من الألبومات الأعلى مبيعًا في الأرجنتين وتشيلي وكولومبيا والمكسيك، في حين حقق ألبوم القدمان الحافيتان نجاحًا كبيرًا في البرازيل وكولومبيا.
وذكرت شركة "نيلسن لبث البيانات" أن أغنية الوركين لا تكذبان كانت الأكثر بثًا على إذاعات البوب في تاريخ الولايات المتحدة خلال أسبوع واحد، حيث بُثّت 9657 مرة في أسبوع واحد. وبفضل هذه الأغنية، أصبحت شاكيرا أول فنانة تتصدر في الأسبوع نفسه كلًا من قائمة أفضل 40 أغنية بوب سائدة وقائمة الأغاني اللاتينية الساخنة حسب تصنيفات "بيلبورد"، في 27 يونيو 2006. كما أصبحت أول فنانة من أمريكا الجنوبية تتصدر قوائم "بيلبورد" الأمريكية، وقائمة الأغاني المنفردة في المملكة المتحدة، والمخطط الموسيقي الأسترالي. وتمتلك شاكيرا أكبر عدد من الأغاني التي دخلت قائمة العشر الأوائل على قائمة الأغاني اللاتينية الساخنة (37 أغنية). واحتفظت أغنيتها التعذيب سابقًا بالرقم القياسي لأطول مدة بقاء في المركز الأول على هذه القائمة (25 أسبوعًا غير متتالية). كما أنها الفنانة التي سجلت أكبر عدد من الأغاني في المركز الأول على قائمة مبيعات الأغاني الرقمية اللاتينية (18 أغنية)، وقائمة البث الإذاعي اللاتيني (24 أغنية).
في عام 2008، عُيّنت شاكيرا رئيسة فخرية للحملة العالمية من أجل التعليم. وفي فبراير 2011، كرّمها مؤسّسو "مؤسسة جامعة هارفارد" بلقب فنانة العام خلال مهرجان الإيقاعات الثقافية، ومنحوها أرفع ميدالية تكريمية تقديرًا لإسهاماتها الفنية وجهودها الإنسانية. ووصفت صحيفة "هارفارد غازيت" التزام شاكيرا بالتعليم ومساندة المحتاجين حول العالم بأنه من أبرز مظاهر إنسانيتها.
أعلنت شركة "نوكيا" عام 2010 أن شاكيرا كانت الفنانة اللاتينية الأكثر تحميلًا لأغانيها خلال العام السابق، وكانت أغنية ذئبة في صدارة التحميلات. وفي ديسمبر من العام نفسه، احتلت المرتبة الخامسة في قائمة "بيلبورد" لأكثر الفنانين انتشارًا في مقاطع الفيديو على الإنترنت لعام 2010، حيث بلغ عدد مشاهدات مقاطعها 404,118,932 مشاهدة. وفي نوفمبر 2011، منحتها غرفة تجارة هوليوود نجمة على رصيف الشهرة في فئة التسجيلات، تقديرًا لمسيرتها الفنية ونشاطاتها المجتمعية، بما في ذلك ترشيحها في أكتوبر 2011 لعضوية لجنة التعليم في البيت الأبيض. كما حصلت في الشهر نفسه على لقب شخصية العام من الأكاديمية اللاتينية للتسجيلات خلال حفل توزيع جوائز الغرامي اللاتينية. وفي يناير 2012، كرّمتها وزارة الثقافة الفرنسية بمنحها وسام فارس في الفنون والآداب، الذي يُمنح لمن ساهموا بشكل بارز في مجالات الفنون أو الأدب.
في عام 2014، أصبحت شاكيرا أول فنانة تؤدي في ثلاث نسخ مختلفة من بطولة كأس العالم لكرة القدم. وفي العام نفسه، أُطلق اسم شاكيراي على نوع جديد من دبابير الطفيل، لأن تأثيره على يرقة الفراشة يجعلها "تهتز وترقص"، في إشارة إلى حركات شاكيرا. وضمن تصنيفات مجلة "فوربس" لأقوى 100 امرأة في العالم، احتلت شاكيرا المرتبة 40 في عام 2012، و52 في 2013، ثم 58 في 2014. وفي 2015، أدرجتها مجلة "تايم" ضمن أكثر الشخصيات تأثيرًا على وسائل التواصل الاجتماعي، وكانت هي والرئيسة الأرجنتينية كريستينا فرنانديز دي كيرشنر الوحيدتين من أمريكا اللاتينية على القائمة. ووصفتها "تايم" بأنها صاحبة "رأسمال اجتماعي" كبير، إذ كانت تمتلك أكبر عدد من المعجبين على فيسبوك حينها، و"منصة لا مثيل لها" لترويج أعمالها الخيرية والفنية.
في عام 2018، صنّفت منصة "سبوتيفاي" شاكيرا في المرتبة العاشرة بين أكثر الفنانات استماعًا خلال العقد الأول من تاريخ المنصة، وكانت الفنانة اللاتينية الأعلى استماعًا. وفي عام 2020، أصبحت أول فنانة تمتلك أربع أغانٍ من أربعة عقود مختلفة، تجاوز كل منها 100 مليون استماع على "سبوتيفاي". وكانت الفنانة الوحيدة التي ضمّت أغانٍ بالإسبانية، والوحيدة من أمريكا اللاتينية، والثالثة عالميًا بعد مايكل جاكسون وإمينيم تحقق هذا الإنجاز. وفي العام نفسه، حطمت رقم جوائز "فيفو الموثقة"، لتصبح الفنانة صاحبة أكبر عدد من مقاطع الفيديو التي تجاوزت 100 مليون مشاهدة.
وفي عام 2019، أدرجتها صحيفة "هيوستن برس" ضمن قائمة النساء اللواتي كان ينبغي إدخالهن إلى قاعة مشاهير موسيقى الروك آند رول، مشيرةً إلى أن ألبومها الأول صدر قبل نحو ثلاثين عامًا. وفي عام 2022، قُدرت ثروتها بنحو 300 مليون دولار.
وفي العام نفسه، أدرجتها قناة "إم تي في أمريكا اللاتينية" ضمن قائمة أكثر النساء تأثيرًا في تاريخ الموسيقى، وكانت شاكيرا الوحيدة من أمريكا اللاتينية على هذه القائمة. وفي مايو 2023، كرّمتها "بيلبورد" بلقب المرأة اللاتينية للعام، وهي أول مرة تمنح فيها المجلة هذا التكريم. واستشهدت المجلة بإنجازاتها القياسية خلال عامي 2022 و2023، وأكدت أنها من أكثر الموسيقيين مبيعًا في التاريخ. وقال رونالد داي من شبكة "تيليموندو" إن شاكيرا "ألهمت أجيالًا لتقدير هويتنا اللاتينية من خلال الموسيقى".

## الأعمال الخيرية والإنسانية والسياسة

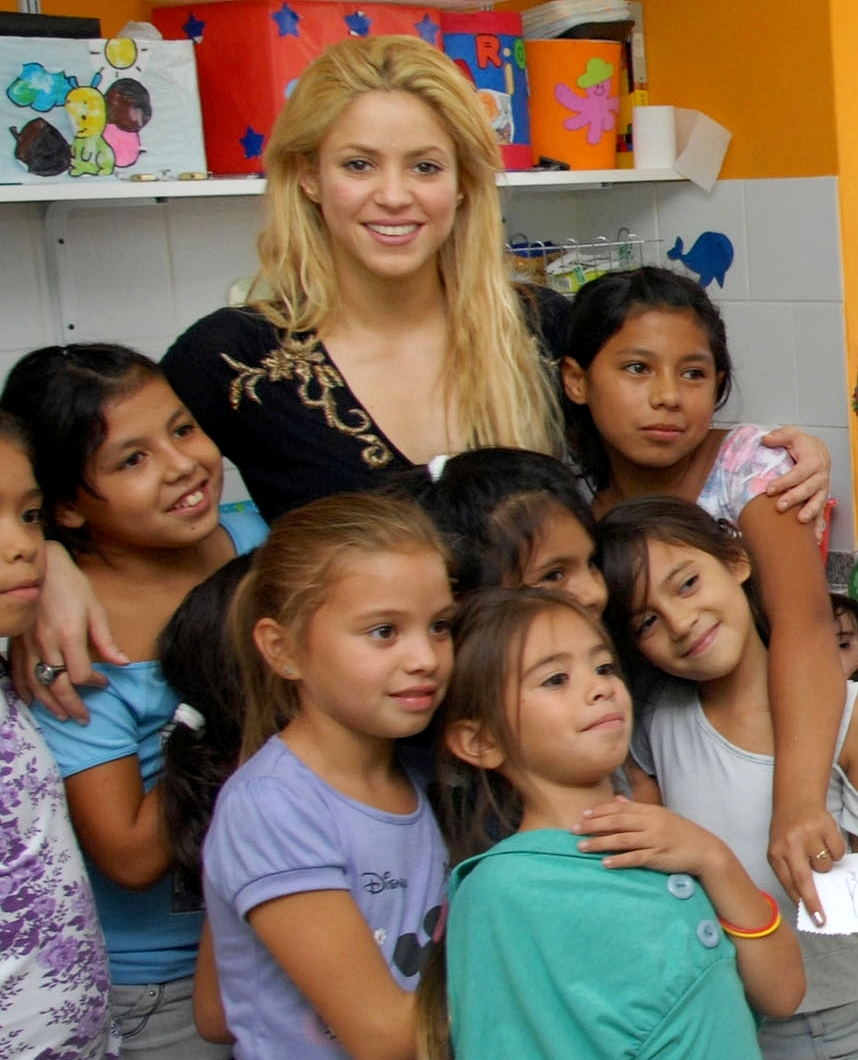
شاكيرا في زيارة لأحد مراكز الطفولة المبكرة في بيونس آيرس. 2016

في عام 1997، أسست شاكيرا "مؤسسة الأقدام الحافية، وهي مؤسسة خيرية كولومبية. تموّل المؤسسة من قبل شاكيرا وجهات دولية وأفراد، وتهدف إلى بناء مدارس خاصة وصيانتها لصالح الأطفال المحرومين في كولومبيا. استُمد اسم المؤسسة من عنوان ألبومها الثالث "الأقدام الحافية" الصادر عام 1995. تركز المؤسسة على تقديم الدعم من خلال التعليم، حيث توفّر المدارس التابعة لها التعليم والوجبات الغذائية للأطفال في مختلف أنحاء كولومبيا. في 3 أبريل 2006، تم تكريم شاكيرا في احتفال أقامته الأمم المتحدة، تقديراً لإنشائها المؤسسة. وخلال كلمة ألقتها أثناء تسلّم الجائزة، قالت: "دعونا لا ننسى أنه بنهاية هذا اليوم، سيكون 960 طفلاً قد فارقوا الحياة في أمريكا اللاتينية". تقدّم المؤسسة بالإضافة إلى خدمة آلاف الأطفال الدعم والتدريب لأولياء الأمور والمجتمعات المحيطة، وتشرف شاكيرا شخصيًا على عملياتها، وتقوم بزيارة المدارس والتفاعل مع الأطفال والمعنيين.
في ديسمبر 2006، أصبحت شاكيرا عضوًا مؤسسًا في "مؤسسة أمريكا اللاتينية في العمل التضامني"، وهي ائتلاف من الفنانين وقادة الأعمال يهدف إلى تعزيز السياسات العامة المتكاملة في مجال الطفولة المبكرة في أمريكا اللاتينية ومنطقة الكاريبي. نظّمت المؤسسة حفلات ضخمة وعملت مع كبار السياسيين، حيث تحدثت شاكيرا عن "تحالف كبير بين القطاع العام والمجتمع المدني، لحماية أكثر فئات المجتمع هشاشة، الأطفال". وفي عام 2007، وخلال مبادرة كلينتون العالمية، نجحت شاكيرا في تأمين التزام بقيمة 40 مليون دولار من حكومة إسبانيا لصالح ضحايا الكوارث الطبيعية. وفي العام التالي، تولّت منصب الرئيسة الفخرية لحملة التعليم العالمية. واختارتها مجلة "بيبول إن إسبانيول" كـ"إنسانة العام" ضمن جوائز "نجوم العام". في عام 2010، تعاونت مع البنك الدولي ومؤسسة الأقدام الحافية لإطلاق مبادرة تهدف إلى توزيع البرامج التعليمية والتنموية للأطفال في جميع أنحاء أمريكا اللاتينية.
تشغل شاكيرا منصب سفيرة النوايا الحسنة لليونيسف، وتُعد من أبرز الممثلات العالميات لوكالة الأمم المتحدة للطفولة. في مارس 2010، منحتها منظمة العمل الدولية التابعة للأمم المتحدة ميدالية تكريمًا لجهودها في الدفاع عن حقوق الأطفال والشباب، حيث وصفها المدير العام للمنظمة خوان سومافيا بأنها "سفيرة حقيقية للأطفال والشباب، ومناضلة من أجل التعليم الجيد والعدالة الاجتماعية"، مضيفًا: "يسرّنا أن نكرّم ما تقومين به". وخلال الحفل الذي أقيم في جنيف بحضور مئات الضيوف، دعت شاكيرا إلى التحرك الفوري من أجل ضمان التعليم والعمل الكريم للجميع، قائلة: "علينا أن نتحرك الآن. معًا، يمكننا أن نجعل التعليم والعمل الكريم واقعًا للجميع". وفي نوفمبر من العام نفسه، وبعد أن قدمت عرض الافتتاح في حفل جوائز إم تي في الموسيقى الأوروبية للموسيقى، منحتها الشبكة جائزة "حرّر عقلك" (Free Your Mind) تقديرًا لمبادراتها المستمرة الهادفة إلى تسهيل الوصول إلى التعليم للأطفال حول العالم.
وفي مقابلة نشرتها النسخة الإسبانية من مجلة GQ في أكتوبر 2010، وجهت شاكيرا كلماتها إلى الرئيس الفرنسي نيكولا ساركوزي قائلة: "نحن جميعًا غجر". وانتقدت السياسات الفرنسية قائلة: "ما يحدث لهم (الغجر) الآن، سيحدث لأطفالنا وأطفال أطفالنا. علينا أن نلجأ إلى مواطنينا للدفاع عن الحقوق الأساسية للإنسان وإدانة كل ما يبدو لنا مدانًا".
في فبراير 2011، وقّعت مؤسسة الأقدام الحافية اتفاقية مع مؤسسة نادي برشلونة لكرة القدم لتعزيز التعليم من خلال الرياضة. وفي العام نفسه، أصبحت شاكيرا أصغر فنانة يتم تكريمها بجائزة "شخصية العام" من قبل الأكاديمية اللاتينية للتسجيلات. وخلال حفل التكريم في لاس فيغاس في 9 نوفمبر، أشاد رئيس الأكاديمية بـ"هذه المرأة الديناميكية والواعية اجتماعيًا". وفي أكتوبر 2011، عيّنها الرئيس الأمريكي باراك أوباما عضوًا في اللجنة الاستشارية الرئاسية للتميز التعليمي لدى ذوي الأصول اللاتينية. وفي 26 أبريل 2014، كرّمتها جوائز راديو ديزني الموسيقية بمنحها "جائزة البطل"، تقديرًا لعملها مع مؤسسة الأقدام الحافية وغيرها من المؤسسات الخيرية.
في 2 نوفمبر 2018، وخلال زيارة إلى مسقط رأسها بارانكيا في كولومبيا لمتابعة مشروع إنشاء مدرسة جديدة من خلال مؤسستها، انتقدت شاكيرا سياسة التعليم التي تتبعها حكومة الرئيس إيفان دوكي، وقالت إن التخطيط لخفض ميزانية التعليم من 13٪ إلى 7٪ "أمر غير مقبول" ويمثل "تراجعًا بدلًا من التقدم"، مضيفة: "علينا أن نستثمر أكثر في التعليم، وأن نبني مدارس في الأماكن التي لا توجد فيها مدارس". كما تحدثت عن غياب المساواة الاجتماعية والنتائج التي ترتبت على ذلك، وأبرزها حرمان الأطفال من التعليم.
في أبريل 2020، أعلنت مؤسسة محو الأمية العالمية عن منح شاكيرا "جائزة محو الأمية العالمية لعام 2020" تقديرًا لـ"مساهمتها الكبيرة في تحسين مستوى محو الأمية لدى الأطفال المحرومين حول العالم". وأشارت المؤسسة إلى أن "نجاحها في مجال الموسيقى لم يمنعها من توسيع تأثيرها في دعم التعليم ومحو الأمية". وفي مايو من العام نفسه، تبرعت شاكيرا بأكثر من 50 ألف كمامة وعشرة أجهزة تنفس اصطناعي لمواجهة جائحة كورونا في بارانكيا. وفي أكتوبر 2020، اختارها الأمير ويليام، دوق كامبريدج، عضوًا في "مجلس جائزة إيرثشوت" المعنية بتكريم الرواد البيئيين حول العالم ("نوبل البيئة")، حيث يُمنح الفائزون دعمًا ماليًا لمواصلة عملهم في مواجهة التحديات البيئية.
خلال الاحتجاجات التي شهدتها كولومبيا عام 2021، أدانت شاكيرا أعمال العنف، ودعت الرئيس إيفان دوكي إلى "وقف انتهاكات حقوق الإنسان فورًا" و"إعلاء قيمة الحياة الإنسانية فوق أي مصلحة سياسية". وفي 30 أكتوبر 2020، نشرت مجلة "تايم" الأمريكية مقال رأي كتَبته شاكيرا بعنوان: "شاكيرا: آباء 545 طفلاً مفقودون، والصمت مدوٍ"، تناولت فيه قضية فصل الأطفال عن ذويهم على الحدود الأمريكية المكسيكية. انتقدت المغنية بشدة سياسات الهجرة الأمريكية، وقالت: "كيف يمكن لدولة بُنيت على أكتاف المهاجرين [...] أن تعتمد مثل هذه السياسات القاسية؟". وأكدت أن هذا الموضوع "ليس سياسيًا"، بل هو "إنساني"، وأن "مرتكبي هذه السياسات الوحشية يجب أن يُحاسبوا". وأضافت: "التحدث في مثل هذه القضايا ليس بالأمر السهل، خاصة عندما لا تكون مواطنًا أمريكيًا ويمكن اعتبارك دخيلًا"، لكنها عرّفت نفسها بأنها "ابنة رجل من نيويورك"، في إشارة إلى موطن والدها.
في 2 فبراير 2025، يوم عيد ميلادها الثامن والأربعين، حصلت شاكيرا على جائزة "أفضل ألبوم بوب لاتيني" في حفل توزيع جوائز الغرامي السابع والستين في لوس أنجلوس، عن ألبومها "لاس موخيريس يا نو يوران". وخلال تسلّم الجائزة، أهدتها للمهاجرين في الولايات المتحدة، قائلة: "أهدي هذه الجائزة إلى جميع إخوتي وأخواتي المهاجرين في هذا البلد. أنتم محبوبون، تستحقون، وسأقاتل دومًا إلى جانبكم. ولكل امرأة تعمل بجد لتوفير الحياة الكريمة لعائلتها، أنتن الذئبات الحقيقيات، وهذه الجائزة من أجلكن أيضًا".
وفي مستهل جولتها الأمريكية في مايو 2025، أعربت شاكيرا عن رغبتها في الاحتفال بفخر بالمجتمع اللاتيني، في ظل الأوضاع السياسية المعقدة. وقالت لمجلة رولينغ ستون: "هذه اللحظة هي احتفال بما نحن عليه، وبما حققناه". وأضافت أنها تريد أن يكون العرض "تعبيرًا حقيقيًا عن مجتمعنا، خاصة في هذه الأوقات الصعبة"، مشيرة إلى أن تمثيل المجتمع اللاتيني ومكافحة التحيز هما من المبادئ التي لطالما سعت إلى الدفاع عنها طوال مسيرتها الفنية.

## مشاريع أخرى
شاركت شاكيرا في مجالات وأعمال متنوعة. فقد مثلت في المسلسل الكولومبي الواحة ابتداءً من عام 1994، حيث قامت بدور لويزا ماريا.
في عام 2010، أطلقت شاكيرا خطّها الخاص للعناية بالجمال تحت اسم إس باي شاكيرا بالتعاون مع الشركة الأم بويغ. من أوائل العطور التي أصدرتها كانت إس باي شاكيرا وإس باي شاكيرا أوه فلورال، بالإضافة إلى لوشنات وبخاخات للجسم. حتى عام 2019، أطلقت ما يزيد على 30 عطرًا، دون احتساب الإصدارات الفاخرة.
في 17 سبتمبر 2015، ظهرت شاكيرا كطائر قابل للعب في لعبة الطيور الغاضبة بوب! لفترة محدودة، ثم شاركت في بطولة خاصة ضمن لعبة أصدقاء الطيور الغاضبة. وفي 15 أكتوبر 2015، تم إطلاق لعبة فيديو بعنوان الحب يصنع النجوم بطولة شاكيرا، التي تضمنت شخصيتها.
في 14 أغسطس 2015، تم الإعلان في معرض ديزني دي 23 التابع لشركة ديزني أن شاكيرا ستؤدي صوت شخصية في فيلم الرسوم المتحركة زوتوبيا، حيث كانت صوت شخصية غازيل، أكبر نجمة بوب في المدينة. كما سجلت شاكيرا أغنية للفيلم بعنوان حاول كل شيء كتبها ولحنها كل من سيا وستارغيت. حقق الفيلم نجاحًا قياسيًا في شباك التذاكر في عدة دول، وجمع إيرادات تجاوزت مليار دولار عالميًا، ما جعله رابع أعلى الأفلام تحقيقًا للإيرادات في عام 2016، والمرتبة 43 بين أعلى الأفلام إيرادًا عبر التاريخ. في 8 نوفمبر 2024، أعلنت شاكيرا عن عودتها لتؤدي صوت غازيل في الجزء الثاني من زوتوبيا المقرر صدوره عام 2025، مع موسيقى جديدة.
في 21 سبتمبر 2021، أطلقت شاكيرا مجموعة لا كالديرا NFT التي تضم أربع قطع سمعية بصرية، وكانت عائدات هذه المجموعة لدعم مؤسسة أقدام عارية التي تساعد الأطفال الفقراء في كولومبيا.
في ديسمبر 2021، أعلن عن تولي شاكيرا منصب المنتج التنفيذي في برنامج المسابقة الراقصة الرقص معي الذي عرض على قناة إن بي سي في عام 2022.
في يونيو 2025، أعلنت شاكيرا عن إطلاق خط جديد للعناية بالشعر يحمل اسم إيسيما، مع التركيز على تنوع وخصوصية شعر النساء اللاتينيات. يُعد هذا المشروع أول تجربة لها في مجال منتجات العناية بالشعر، حيث لطالما كانت تسريحات الشعر وتغيير ألوانه جزءًا بارزًا من عروضها الفنية.

## الحياة الشخصية
في ديسمبر 2024، تحدث الممثل البورتوريكي أوسفالدو ريوس عن علاقته السابقة مع شاكيرا، والتي بدأت عندما كانت تبلغ من العمر 20 عامًا وهو كان عمره 36 عامًا، واستمرت ما يقرب من عام. وصف العلاقة بأنها كانت تتميز بـ"صلة عاطفية وروحية"، وذكر أن شاكيرا كانت مخلصة جدًا للعذراء مريم. سافرا معًا، وغالبًا ما كان يرافقهما شقيق شاكيرا تونينو، بسبب "الجذور التقليدية اللبنانية لعائلتها". من بين الأماكن التي زاروها باريس والبرازيل وبورتو ريكو. رغم رغبتهما في الزواج، تباعدت طرقهما بسبب انشغالات كل منهما المهنية، إذ أدرك ريوس أن "هذه الطائرة يجب أن تطير عاليًا جدًا" وشجع شاكيرا على متابعة مسيرتها المهنية بلا قيود. وأشار إلى أن أغنيتي "موسكاس إن لا كاسا" و"تú" استُلهمتا من علاقتهما العاطفية، خاصة من رسائلهما المتبادلة.
بدأت شاكيرا علاقة مع المحامي الأرجنتيني أنطونيو دي لا رويّا عام 1999. أنطونيو هو ابن فرناندو دي لا رويّا، الذي كان رئيسًا لأرجنتين من 1999 حتى 2001. في مقابلة عام 2009، قالت شاكيرا: "الحقيقة أنني لست تقليدية جدًا. نحن نعيش معًا كزوج وزوجة، لا نحتاج لأي شيء ليكون رسميًا... لماذا نصلح ما لم ينكسر؟" كانا مخطوبين من 2001، لكن الزواج لم يتم أبدًا. حتى قرب نهاية العلاقة، كانت شاكيرا تعبر عن رغبتها وتوقعها لاتحاد دائم وأسرة مع دي لا رويّا. لسنوات عدة، كان دي لا رويّا يدير أعمال شاكيرا ومسيرتها المهنية.
في 10 يناير 2011، نُشر بيان يحمل توقيع "شاكيرا وأنطونيو" على موقع شاكيرا الرسمي، تحدث فيه عن قرار مشترك بعد "ما يقرب من 11 عامًا معًا... منذ أغسطس 2010... اتخاذ فترة انفصال مؤقتة عن العلاقة العاطفية" مع تأكيد استمرار التعاون كشركاء في الأعمال المهنية. كما أكد البيان أن أنطونيو ما زال يدير مصالح شاكيرا التجارية والمهنية كما كان يفعل دائمًا. وفي سبتمبر 2012، أُبلغ عن دعوى قضائية رفعها دي لا رويّا ضد شاكيرا. قدم الدعوى في كاليفورنيا في أبريل 2013، طالبًا 100 مليون دولار قال إنه مستحق لها بعد إنهاء شاكيرا شراكته معها في أكتوبر 2011. في أغسطس 2013، رفض قاضي محكمة لوس أنجلوس العليا الدعوى، كما فشلت دعاوين قضائيتين أخريين رفعهما دي لا رويّا ضدها.
ساهمت علاقة شاكيرا مع أنطونيو دي لا رويّا في وجود أغاني مثل "تحت ملابسك"، و"في أي مكان، في أي وقت"، وعند انفصالهما، أغنية "لو كيه ماس".
التقت شاكيرا مع اللاعب الإسباني جيرارد بيكيه، الذي يصغرها بعشر سنوات، لأول مرة في يونيو 2010 أثناء تصوير فيديو كليب أغنيتها "واكا واكا (هذه المرة من أجل أفريقيا)"، وهي الأغنية الرسمية لكأس العالم لكرة القدم 2010. بدأت علاقة بينهما، لكنها لم تُعلن في البداية، واستقرا في برشلونة. أنجبت شاكيرا ابنهما الأول ميلان في 22 يناير 2013، وابنهما الثاني ساشا في 29 يناير 2015. وفقًا لشاكيرا، علمت بـ"خيانة" بيكيه لها (علاقة مع امرأة أخرى) من خلال وسائل الإعلام، وكانت تمر بظروف صعبة حينها، حيث كان والدها الذي كان عمره 91 عامًا يخضع للعلاج بعد سقوطه. بعد 12 عامًا من لقائهما، في يونيو 2022، أعلن شاكيرا وبيكيه في بيان مشترك انفصالهما.
في عام 2009، كتب سكوت مالكولمسون في مجلة نيويورك تايمز أن حياة شاكيرا "مكثفة وغير متوقعة". وصف أسلوبها الطبيعي بأنه "مركز ومنشغل، مع فترات من الحماس الشديد". وأشاد بأخلاقيات عملها التي وصفها بأنها "شديدة إلى حد ما". مع المعجبين، الذين تسعى لكسب ولائهم، تظهر "صبرًا وانتباهًا كاملين". علق مالكولمسون على موضوع "الجاذبية الأنثوية" لشاكيرا باعتبارها عاملاً "محدودًا وحرجًا لقوتها في آنٍ واحد"، مشيرًا إلى إشارة الاقتصادي جيفري ساكس إلى هذا الموضوع في خطاب ألقاه بجامعة كولومبيا. وسرد بعض الطرق التي تعاملت بها شاكيرا مع موضوع جاذبيتها، في الحياة الواقعية وفي أعمالها الفنية: التهاون اللطيف، الغضب والجوع، الفرح الرياضي الخالص، الشهوة الواثقة والمتساهلة، عدم الأمان الجسدي (ضغط التحكم في الوزن)، و"إحساس حاد بالألم الجسدي والذهني للجذب".
عبّرت شاكيرا عن أسباب عملها الجاد على تطوير مسيرتها المهنية طوال هذه السنوات، ووصفت "دافعها للاستمرار". في 2009، كانت تكرر في مقابلاتها رغبتها في بداية مشوارها في إسعاد والديها "لسد الفراغ في حياتهم" بسبب الصعوبات التي مرت بها العائلة. وأضافت "ثم، لاحقًا، أردت أن أجعل شعبي، وبلدتي، وبلدي الذي مرّ بصعوبات كثيرة، فخورين بي". كانت ترغب في "إحداث فرق". وفي النهاية، أدركت أن دوافعها ليست كلها خارجية، بل إن ذاتها أيضًا مهمة. قالت: "والآن كل شيء من أجلي، أعتقد أن هذا هو سبب استمرار عملي، لأن هذه المرة أفعل ذلك من أجلي!".
في 2009، تحدثت شاكيرا عن حياتها قائلة: "كوني في دائرة الضوء منذ سن صغيرة جدًا، لا أعرف طريقة أخرى للعيش — هذا كل ما أعرفه. عائلتي وأصدقائي يذكرونني بما هو حقيقي، وهذا يساعدني".
بين عامي 2007 و2009، درست شاكيرا تاريخ الحضارة الغربية في جامعة كاليفورنيا في لوس أنجلوس. وفي 2020، أعلنت عن إتمام دورة في الفلسفة القديمة من خلال جامعة بنسلفانيا، ووصفتها بأنها هواية غير عملية لديها. تتحدث شاكيرا بطلاقة ست لغات: الإسبانية، والبرتغالية، والإنجليزية، والإيطالية، والفرنسية، والكاتالونية.

### الجدل الضريبي
في نوفمبر 2017، ورد اسم شاكيرا ضمن تسريبات «أوراق الجنة» (Paradise Papers)، حيث كُشف أنها كانت المساهمة الوحيدة في شركة مقرها مالطا استُخدمت لتحويل أكثر من 30 مليون دولار من حقوقها الموسيقية. أكّد ممثلوها القانونيون أن استخدامها لتلك الشركة كان قانونيًا بالكامل.
وفي العام نفسه، أعلنت السلطات الإسبانية عن فتح تحقيق ضريبي مع شاكيرا، متهمةً إياها بعدم دفع الضرائب في إسبانيا بين عامي 2012 و2014، وهي الفترة التي كانت تعيش خلالها في برشلونة مع جيرارد بيكيه. من جانبها، أوضحت شاكيرا أن مقر إقامتها الأساسي كان لا يزال في جزر البهاما خلال تلك السنوات، وأنها كانت تقوم بجولات دولية مكثفة ولم تكن تُعد قانونيًا مقيمة في إسبانيا لأنها لم تمكث هناك لأكثر من ستة أشهر في السنة. وفي يوليو 2021، قرر قاضٍ إسباني أن هناك "أدلة على وجود جريمة" كافية لإحالتها إلى المحاكمة بتهمة التهرب الضريبي.
وفي 2021، كشفت «أوراق باندورا» (Pandora Papers) أن شاكيرا قدّمت طلبات تتعلق بثلاث شركات خارجية في عام 2019. وصرّح ممثلوها لقناة «لا سيكستا» الإسبانية أن تلك الطلبات لم تكن لإنشاء شركات جديدة، بل كانت جزءًا من عملية حلّ شركات قائمة، مؤكدين أن تلك الشركات لم تكن تزاول أي نشاط أو تحقق دخلًا، وأن السلطات الإسبانية كانت على علم بوجودها. وأشاروا إلى أن معظم دخل الفنانة تحقق خارج إسبانيا.
رغم وجود مفاوضات بين شاكيرا ووزارة الادعاء الإسبانية، فإنها رفضت، في يوليو 2022، التسوية المقترحة — والتي لم تُكشف تفاصيلها — وفضّلت الذهاب إلى المحاكمة لإثبات براءتها. وكان الادعاء قد طالب بعقوبة سجن تصل إلى ثماني سنوات بسبب تهم التهرب الضريبي، ووصفت شاكيرا تلك التهم بأنها "انتهاك تام لحقوقها".
وفي 27 سبتمبر 2022، وافق قاضٍ في بلدية إسبلوغيس دي يوبريغات على إحالة شاكيرا إلى المحاكمة بعد اتهامها بعدم دفع 14.5 مليون يورو (13.9 مليون دولار) من الضرائب. وأكدت شاكيرا أنها سبق أن سددت جميع المبالغ المستحقة عليها بالإضافة إلى فوائد قدرها 3 ملايين يورو (2.8 مليون دولار). وأعلنت القاضية آنا دورو أن تحديد موعد المحاكمة سيجري بعد تسلم الأوراق المطلوبة من الطرفين.
وفي 20 نوفمبر 2023، ومع بدء المحاكمة، توصّل الطرفان أخيرًا إلى تسوية، دفعت بموجبها شاكيرا غرامة بلغت 7.5 ملايين يورو. وفي بيان لها، أوضحت أن قرارها بالتسوية جاء بدافع الحفاظ على سلامتها النفسية ومصلحة أطفالها.

## الألبومات
| سنة  | اسم الألبوم                  | المرتبة | المرتبة  | المرتبة | المرتبة | المرتبة | المرتبة | المرتبة | المرتبة | المبيعات   |
| سنة  | اسم الألبوم                  | أميركا  | بريطانيا | فرنسا   | ألمانيا | اسبانيا | كندا    | النمسا  | سويسرا  | المبيعات   |
| ---- | ---------------------------- | ------- | -------- | ------- | ------- | ------- | ------- | ------- | ------- | ---------- |
| 1991 | "Magia"                      | -       | -        | -       | -       | -       | -       | -       | -       | 1100       |
| 1993 | "Peligro"                    | -       | -        | -       | -       | -       | -       | -       | -       | 1200       |
| 1995 | "Pies Descalzos"             | -       | -        | -       | 71      | -       | -       | -       | -       | 2.200.000  |
| 1997 | "The Remixes "               | -       | -        | -       | -       | -       | -       | -       | -       | 1.200.000  |
| 1998 | "¿Dónde Están los Ladrones?" | 131     | -        | -       | 79      | -       | -       | -       | 73      | 5.000.000  |
| 2000 | "MTV Unplugged"              | 124     | -        | 32      | 91      | -       | -       | 55      | -       | 3.000.000  |
| 2002 | "Laundry Service"            | 3       | 1        | 5       | 1       | 2       | 4       | 1       | 1       | 20.000.000 |
| 2002 | "Grandes Exitos"             | -       | -        | 3       | -       | -       | -       | -       | 45      | 2.500.000  |
| 2004 | "Live and Off the Record"    | 45      | -        | -       | 14      | -       | -       | 9       | 20      | 2.800.000  |
| 2005 | "Fijación Oral Vol.1"        | 4       | 122      | 7       | 1       | 3       | 7       | 2       | 2       | +7.000.000 |
| 2005 | "Oral Fixation Vol. 2"       | 5       | 22       | 8       | 6       | 7       | 6       | 7       | 5       | +8.000.000 |
| 2009 | "She Wolf"                   | 15      | 4        | 1       | 3       | 2       | 18      | 4       | 1       | +7.000.000 |
| 2010 | "Sale El Sol"                | 7       | 1        | 1       | 3       | 1       | 4       | 4       | 1       | +5.000.000 |
| 2014 | "Shakira"                    | 2       | 14       | 6       | 5       | 2       | 3       | 3       | 2       | +2.000.000 |
| 2017 | "El Dorado"                  | 15      | 54       | 9       | 19      | 2       | 20      | 10      | 3       | +5.000.000 |
| 2024 | "Las Mujeres Ya No Lloran"   | -       | -        | -       | -       | -       | -       | -       | -       | -          |

## الأغاني المفردة
| سنة  | اسم الأغنية                                      | المرتبة | المرتبة | المرتبة  | المرتبة | المرتبة | المرتبة  | المرتبة | المرتبة | المرتبة | المرتبة | الألبوم                    |
| سنة  | اسم الأغنية                                      | أميركا  | اسبانيا | بريطانيا | فرنسا   | ألمانيا | أستراليا | كندا    | النمسا  | سويسرا  | إسبانيا | الألبوم                    |
| ---- | ------------------------------------------------ | ------- | ------- | -------- | ------- | ------- | -------- | ------- | ------- | ------- | ------- | -------------------------- |
| 1995 | "Dónde estás corazón"                            | -       | 5       | -        | -       | -       | -        | -       | -       | -       | -       | Pies descalzos             |
| 1995 | "Estoy aquí"                                     | -       | 2       | -        | -       | -       | -        | -       | -       | -       | 5       | Pies descalzos             |
| 1996 | "Antología"                                      | -       | 15      | -        | -       | -       | -        | -       | -       | -       | -       | Pies descalzos             |
| 1997 | "Se quiere, se mata"                             | -       | 8       | -        | -       | -       | -        | -       | -       | -       | -       | The Remixes                |
| 1998 | "Ciega, sordomuda"                               | -       | 1       | -        | -       | -       | -        | -       | -       | -       | 7       | ¿Dónde están los ladrones? |
| 1998 | "Ojos así"                                       | -       | 22      | -        | 15      | -       | -        | -       | -       | -       | -       | ¿Dónde están los ladrones? |
| 1999 | "Tú"                                             | 95      | 1       | -        | -       | -       | -        | -       | -       | -       | -       | ¿Dónde están los ladrones? |
| 1999 | "Inevitable"                                     | -       | 2       | -        | -       | -       | -        | -       | -       | -       | -       | ¿Dónde están los ladrones? |
| 1999 | "No Creo"                                        | -       | 9       | -        | -       | -       | -        | -       | -       | -       | -       | ¿Dónde Están los Ladrones? |
| 2000 | "Moscas en la casa"                              | -       | 25      | -        | -       | -       | -        | -       | -       | -       | -       | MTV Unplugged              |
| 2001 | "Whenever, Wherever"                             | 6       | 1       | 2        | 1       | 1       | 1        | 4       | 1       | 1       | 1       | Laundry Service            |
| 2002 | "Underneath Your Clothes"                        | 9       | -       | 3        | 2       | 2       | 1        | 1       | 1       | 2       | -       | Laundry Service            |
| 2002 | "Objection (Tango)"                              | 55      | 16      | 17       | 10      | 19      | 2        | 12      | 12      | 10      | -       | Laundry Service            |
| 2003 | "Que me quedes tú"                               | -       | 1       | -        | -       | -       | -        | -       | -       | -       | 7       | Laundry Service            |
| 2003 | "The One"                                        | -       | -       | -        | 15      | 39      | 16       | -       | 21      | 39      | -       | Laundry Service            |
| 2005 | "La Tortura" (feat. Alejandro San)               | 23      | 1       | -        | 7       | 4       | -        | 21      | 1       | 2       | 1       | Fijación oral, Vol. 1      |
| 2005 | "No"                                             | -       | 11      | -        | -       | -       | -        | -       | -       | -       | 1       | Fijación oral, Vol. 1      |
| 2005 | "Día de enero"                                   | -       | 29      | -        | -       | -       | -        | -       | -       | -       | -       | Fijación oral, Vol. 1      |
| 2005 | "Don't Brother"                                  | 42      | -       | 9        | 25      | 6       | 30       | -       | 6       | 8       | -       | Oral Fixation Vol. 2       |
| 2006 | "Hips Don't Lie" (feat. Wyclef Jean)             | 1       | 1       | -        | 1       | 1       | 1        | 7       | 2       | 1       | 1       | Oral Fixation Vol. 2       |
| 2008 | "Timor" (http://youtube.com/watch?v=UM9zriC_aug) | -       | -       | -        | -       | -       | -        | -       | -       | -       | -       | Oral Fixation Vol. 2       |

## روابط خارجية
- شاكيرا على موقع IMDb (الإنجليزية)
- شاكيرا على موقع ميتاكريتيك (الإنجليزية)
- شاكيرا على موقع الموسوعة البريطانية (الإنجليزية)
- شاكيرا على موقع قاعدة بيانات الأفلام العربية
- شاكيرا على موقع ألو سيني (الفرنسية)
- شاكيرا على موقع ميوزك برينز (الإنجليزية)
- شاكيرا على موقع رولينغ ستون (الإنجليزية)
- شاكيرا على موقع أول موفي (الإنجليزية)
- شاكيرا على موقع إن إن دي بي (الإنجليزية)
- شاكيرا على موقع أول ميوزيك (الإنجليزية)